# 不伦瑞克
不伦瑞克（德語：[ˈbʁaʊnʃvaɪk] ⓘ，低地德语：Brunswiek）是德国下萨克森州东部的一个城市，居民数约为24.5万人，是该州继汉诺威后的第二大城市和區域中心。
1918年该公国大公逊位以前，不伦瑞克是不伦瑞克公国的首都；此后直到1946年，它是不伦瑞克自由州的州府。1974年不伦瑞克县被撤销之前它是该县的县府；2004年12月31日下萨克森撤销地区级行政区划以前它是不伦瑞克地区的政府驻地。不伦瑞克是不伦瑞克上诉法院的驻地。城市周围的大城市有东北方约26千米远的沃尔夫斯堡、西方约56千米远的汉诺威和东方约80千米远的马格德堡。
不伦瑞克是汉诺威-不伦瑞克-哥廷根-沃尔夫斯堡大都市区的组成部分。2006年3月28日德国科学基金联合会（Stifterverband für die Deutsche Wissenschaft）授予不伦瑞克2007年德国科学城（Stadt der Wissenschaft）的名誉。「數學四傑」之一高斯即出生於此。

## 地理

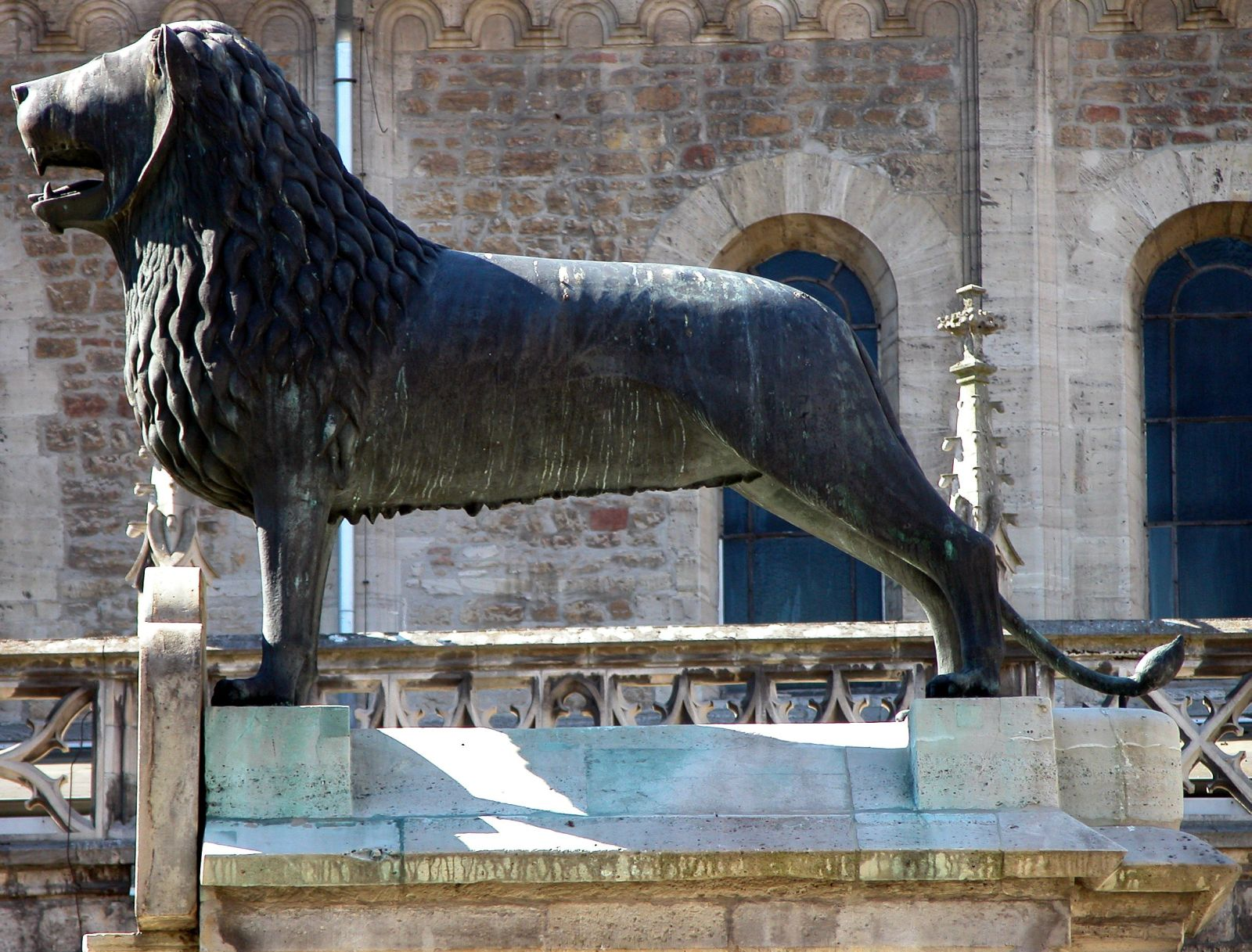
从12世纪开始不伦瑞克狮子是城市的象征

不伦瑞克位于奥克河两岸全新世时期形成的松软的沼泽地上。中世纪时挖掘的护城河将奥克河分为两支，环绕城市的市中心。

### 周边市县
从东北方开始按照顺时针方向，有以下各县围绕着不伦瑞克：黑尔姆施泰特县（东部）、沃尔芬比特尔县（南部）、派讷县（西部）和吉夫霍恩县（北部）。

### 行政区划
不伦瑞克分19个市区，每个市区的市民选举该市区的议会和区长，区长同时也是议会的主席。按照市区居民数的不同，市区议会有7到19个成员。市区议员对于市区重要的事件需要向市区议会做相应的报告。这些市区是1981年11月1日开始设立的，当时共有22个，2001年一些市区自愿合并后改为20个，2011年11月1日宾罗德-瓦古姆-贝文罗德（Bienrode-Waggum-Bevenrode）与瓦伯-顺特（Wabe-Schunter）合并为瓦伯-顺特-贝伯巴赫（Wabe-Schunter-Beberbach.）之后变为19个。
以下为19个市区的名称和编号：
- 112号市区：瓦伯-顺特-贝伯巴赫
- 113号市区：洪德拉格（Hondelage）
- 114号市区：福尔克马罗德（Volkmarode）
- 120号市区：东部环城区（Östliches Ringgebiet）
- 131号市区：内城区（Innenstadt）
- 132号市区：菲韦格斯加滕-贝伯尔霍夫（Viewegsgarten-Bebelhof）
- 211号市区：施特克海姆-莱弗德（Stöckheim-Leiferde）
- 212号市区：海德贝格-梅尔沃罗德（Heidberg-Melverode）
- 213号市区：南城-劳特海姆-马舍罗德（Südstadt-Rautheim-Mascherode）
- 221号市区：西城区（Weststadt）
- 222号市区：蒂默拉-盖特尔德-施蒂丁（Timmerlah-Geitelde-Stiddien）
- 223号市区：布罗伊策姆（Broitzem）
- 224号市区：吕宁根（Rüningen）
- 310号市区：西环城区（Westliches Ringgebiet）
- 321号市区：伦多夫-瓦滕比特尔（Lehndorf-Watenbüttel）
- 322号市区：费尔滕霍夫-吕默（Veltenhof-Rühme）
- 323号市区：文登-图讷-哈克斯比特尔（Wenden-Thune-Harxbüttel）
- 331号市区：北城区（Nordstadt）
- 332号市区：顺特奥厄（Schunteraue）

在进行统计时不伦瑞克的市区被分为74个统计区。

## 历史
出于各种原因，对不伦瑞克城市发端和早期历史的研究很困难。原因是一开始这里并不是一座城市，而是五个互不相关的居民点，这五个居民点各自形成和发展，最后结合到了一起。每个居民点拥有自己的市政府和市议会，其居民结构也各不一样。

### 建城传说
不伦瑞克建城的传说最早可以追溯到约1290年成文的一部押韵的不伦瑞克历书，按这个传说今天的不伦瑞克是861年奠基成立的。
这部历书中的纪录如下：
布鲁恩公爵继承了／他的公国／他是家谱中的一支／另一支是公爵奥托／我希望／我读到的那个纪录没有错误／从布鲁恩公爵开始了／今天叫做不伦瑞克的城市／以及那座名为丹克瓦尔德罗德的／城边的／城堡
原文： 

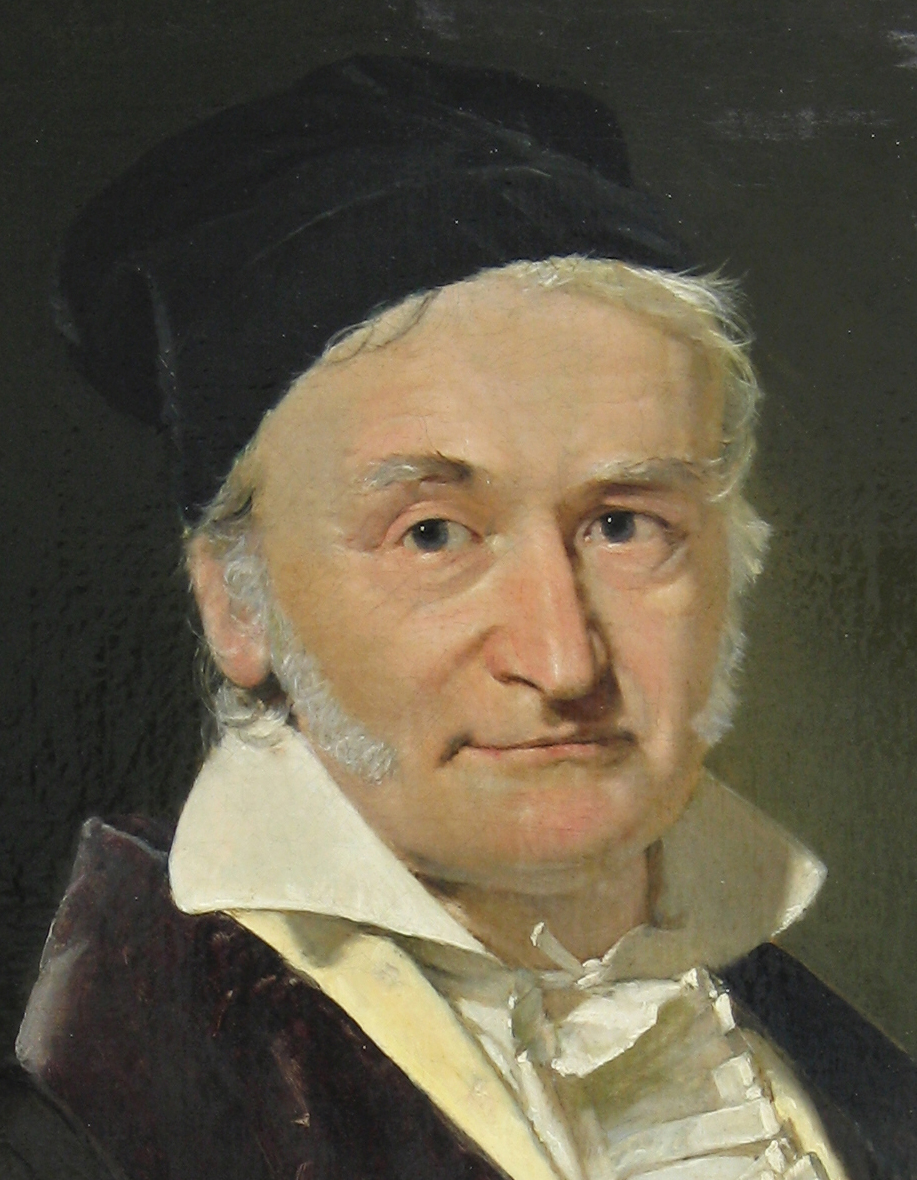
高斯

使用中古低地德语的赫尔曼·博特（Hermann Bote）在他约1500年成书的《不伦瑞克世界历书》（Braunschweiger Weltchronik）中对这个传说的纪录尤其详细。
按照博特的记录，当时萨克森王朝（可能是鲁道夫-奥托一支）有兄弟布鲁诺和丹克瓦德两人离开了他们的故乡甘德斯海姆，以让他们的兄弟奥托继承此遗产。两人来到奥克河畔的一个渡口，据说当年查理大帝在萨克森战争中曾在此摧毁过一座村庄。丹克瓦德在这里建造了丹克瓦德罗德城堡（Burg Dankwarderode）以及一座纪念使徒圣彼得和圣保禄的教堂。布鲁诺则在今天不伦瑞克老城区鸡蛋市场的地方建造房屋，并建造了一座纪念圣雅各布的教堂。按博特的说法，不伦瑞克这个名字就是从布鲁诺转变过来的。
博特在他的记录中最后写道：
不伦瑞克日益强大，不伦瑞克和不伦瑞克与吕讷堡的王宫成为萨克森的一个王冠和榜样。

### 名字的由来

#### 不同的理论
在历史上有过许多不同的、有些甚至互相矛盾的关于不伦瑞克名字来由的理论。这些理论基于不同的可信的或不可信的历史材料，有些也是因为缺乏可信的历史材料而做的推导。
不伦瑞克最早的写法有、或者等，按照上述的传说其前一部分来自于建市人的名字布鲁诺，后一部分则来自日耳曼语的后缀。另一个说法是前一部分来自于火耕（德语），说明最初这里有人使用火耕开辟了这个居民点。也有人认为这个词根来自于原始印欧语，意为“眼眉”或者一个“山坡的边”。这个主张认为不伦瑞克市内的一个高地是这个名称的真正来源。
关于后缀的解释也有多种。有人认为它是“市场”的意思，也有人认为这个解释毫无根据，在古萨克森史诗《救世主》中有“栅栏”的意思，由这个意思引申出来的有“被栅栏围绕的地方”和“圣地”等意义。
本来在今天组成不伦瑞克的五个居民点中只有位于奥克河右岸、属于哈尔伯施塔特的居民点的名称中含有这个后缀，不清楚的是这个后缀后来怎样扩展到了左岸属于希尔德斯海姆的居民点和成为整个城市名称的一部分的。

#### 今天写法的来源
今天使用的不伦瑞克的德语写法是，首次出现于1573年。它是将中古低地德语中的改写为标准德语时产生的。今天语言学家一般认为这个改写非常不成功。总而言之这个名称与德语中的词汇（棕色）和（沉默）没有词源上或词义上的关系。

### 早期历史
由于地利和政治的因素，不伦瑞克早期发展地非常好。在中世纪，它位于数条商路的交叉口。东西方向从西方的莱茵河河谷来的一条商路通过索斯特、明登和不伦瑞克通往易北河上的重要渡口马格德堡。而从不伦瑞克开始奥克河上可以行驶大的内河船只（最晚从13世纪开始这里有一个相应的港口），因此不伦瑞克通过奥克河、阿勒尔河和威悉河与重要海港不来梅相连。此外从不伦瑞克还有通往施塔德、吕讷堡、汉堡和吕贝克等海港的道路，以及向内陆通向希尔德斯海姆、甘达斯海姆、戈斯拉尔、哈尔伯施塔特和莱比锡等城市的道路。由于不伦瑞克与弗里斯兰和迈森的政治关系密切，因此作为一个重要的转运市场城市得到发展。

### 1031年
近代的研究认为博特在他的《不伦瑞克世界历书》中的描述不可靠。由于没有其它类似的历史记载和证明一般今天认为这个传说没有历史根据。至今为止也没有任何证明说不伦瑞克的确是在861年奠基的。
最早可靠地提到不伦瑞克这个名字的是一份1031年流传下来的文件，这份文件证实位于不伦瑞克的圣马格尼教堂（Magnikirche）正式启用，并写道，该教堂位于。

### 考古发现
1970和1980年代在不伦瑞克市中心和奥克河岸附近进行的考古发掘证明，从9世纪开始这里有人长期居住。比如1972年在施工过程中于原不伦瑞克宫以南发现的一口井中有着10世纪的木料。在市内的菜市场进行的发掘发现了多座教堂遗址，其中最老的是在850年至900年间建造的。在这座教堂附近还发现了居民区的遗址（包括陶器），这个居民区最晚是9世纪初形成的。教堂附近还有一个墓地，其中发现了36具独木棺材，除遗体外还发现随葬品，如有搪玻璃釉装饰的别针等等。

### 狮子亨利时期

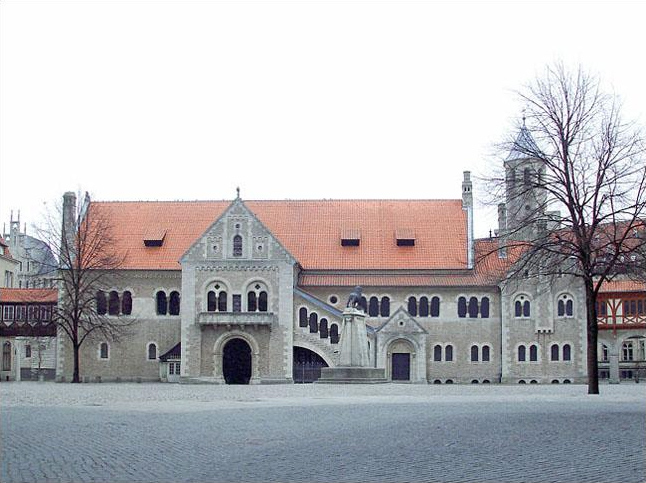
丹克瓦尔德罗德堡

在狮子亨利公爵统治时期，不伦瑞克非常强大。当时的不伦瑞克分五个市区，市区之间各自独立，每个市区有其自己的市政府和教堂。此外还有一个自主的修道院区和亨利本人的城堡区。
亨利将不伦瑞克设立为他的首都。他扩建了原有的丹克瓦尔德罗德堡，将1030年建造的老教堂焚毁，从1173年开始在原址建造一座新的大教堂，这座大教堂在他死前不久完工并于1226年12月29日正式启用。今天的不伦瑞克大教堂是一座信義宗教堂。
亨利的势力非常强大，因此他选择了狮子作为他的徽章。约1166年他铸造了一座青铜狮子像并将它树立在城堡广场上，这是阿尔卑斯山脉以北最早的露天青铜像。今天它是不伦瑞克的标志和市徽上的动物。
此后不伦瑞克依靠其地利发展成一个重要的商城，13世纪里它成为汉萨同盟的一员。

### 不伦瑞克-吕讷堡公国

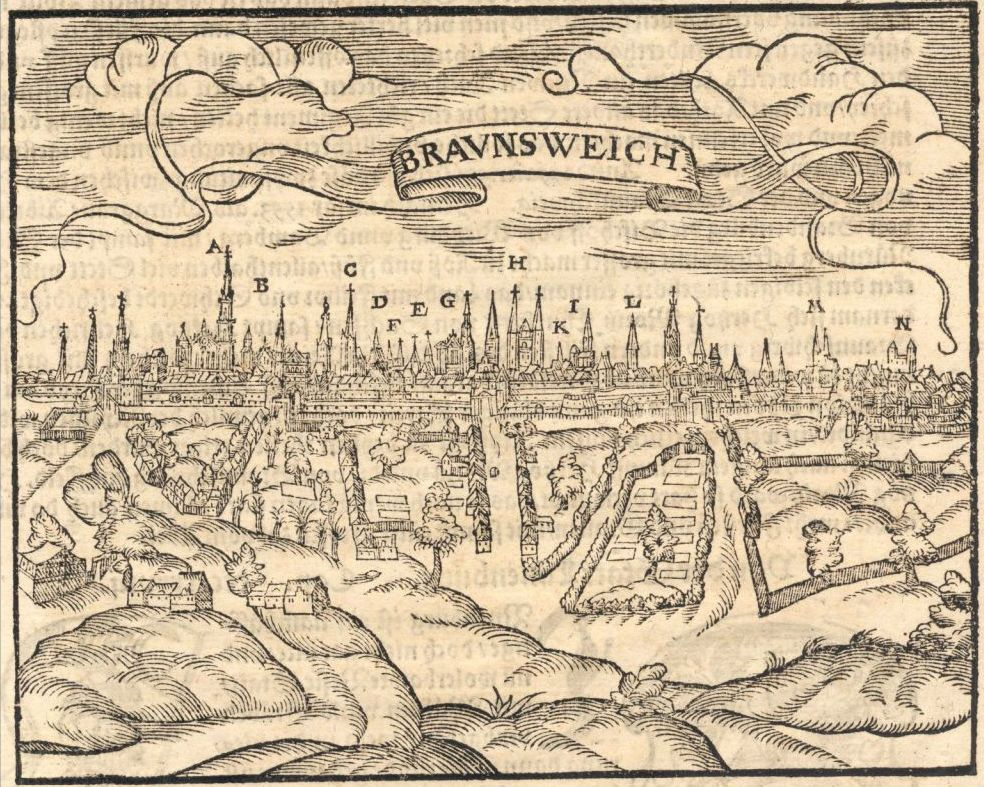
约1550年左右的不伦瑞克

1235年，狮子亨利的孙子被封为不伦瑞克-吕讷堡公国的公爵，此后由于遗产分配这个公国被分为众多小领土（但依然统称为不伦瑞克-吕讷堡公国），14世纪里从这些小公国中产生了不伦瑞克-沃尔芬比特尔这个分支。1430年左右不伦瑞克得以从被削弱的公爵手中脱离出来成为一个自由城市。不伦瑞克-沃尔芬比特尔的公爵（其头衔依然是不伦瑞克-吕讷堡公爵）将其首都移到附近的沃尔芬比特尔。由于内部的权力倾覆和政治冲突，市内经常发生动乱，不伦瑞克是继根特和巴黎后中世纪末期欧洲最不稳定的城市。
1671年不伦瑞克-沃尔芬比特尔的公爵重获对不伦瑞克的控制，1753年他们将其首都重新移回到不伦瑞克。不伦瑞克的王宫也是此时建成的。
巴洛克时代最重要的公爵是安东·乌尔里希（Anton Ulrich），他在沃尔芬比特尔附近的萨尔茨达卢姆（Salzdahlum）建造了一座带有精细的花园的巴洛克式宫殿。今天不伦瑞克市内收藏有众多珍贵的名画的安东·乌尔里希公爵美术馆（Herzog Anton Ulrich-Museum）也是从他开始的。
1806年任普鲁士元帅的不伦瑞克公爵卡尔·威廉·斐迪南阵亡，不伦瑞克被法国占领。从1807年7月至1813年10月它属于拿破仑威斯特法伦王国的奥克省。

### 不伦瑞克公国

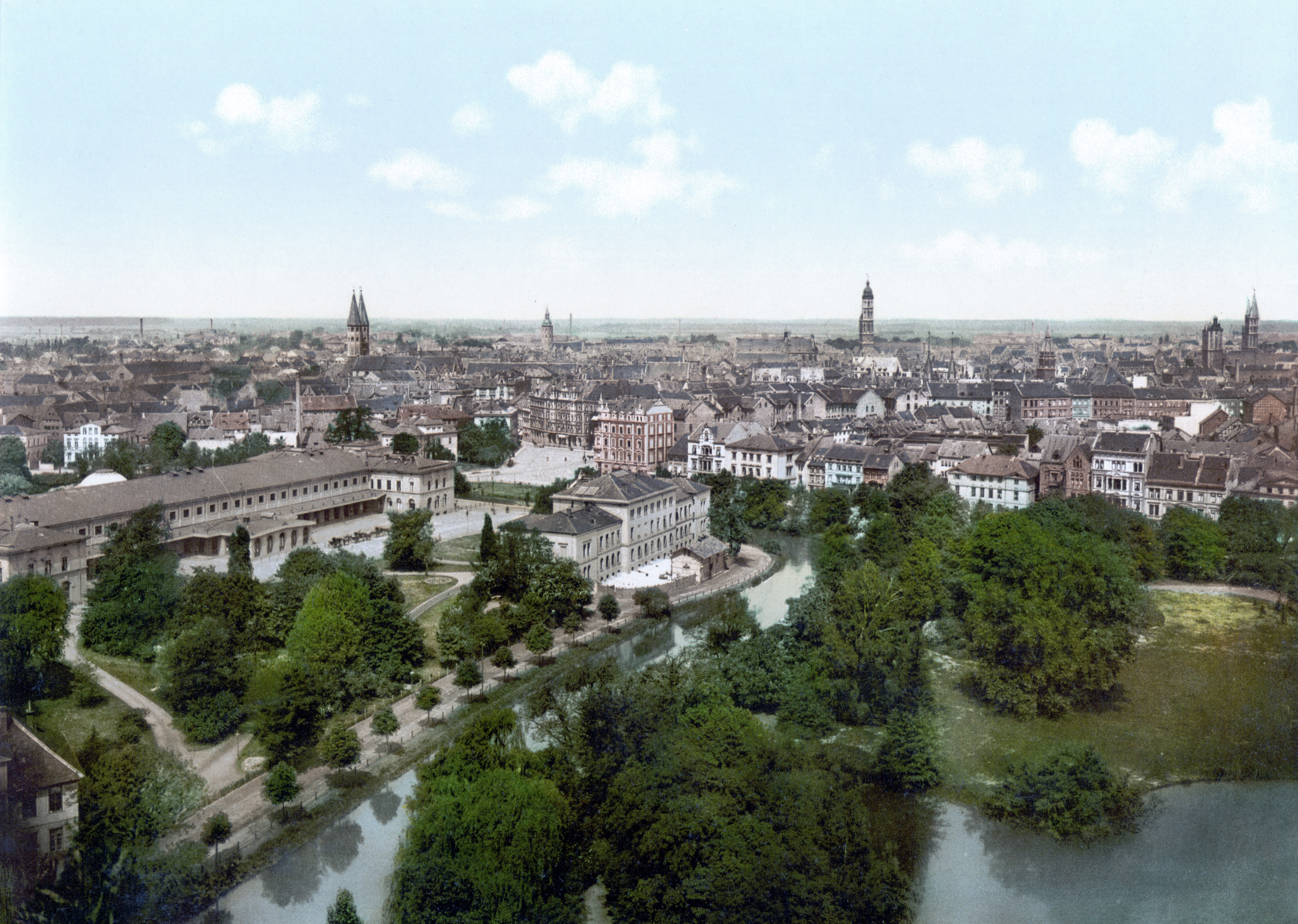
约1900年左右的不伦瑞克

1814年维也纳会议会议后，不伦瑞克公国建立。原来在不伦瑞克-沃尔芬比特尔执政的韦尔夫家族重新任公爵。
1866年的普奥战争爆发前不伦瑞克公国于最后一刻决定倒向普鲁士，由此逃免了被兼并的命运，相邻的、由韦尔夫家族另一支统治的汉诺威王国因支持奥地利在奥地利战败后被普鲁士兼并。1871年不伦瑞克公国成为德意志帝国的联邦国之一。1884年威廉公爵无子逝世后，普鲁士在联邦议会施加压力，签署法令禁止敌对的、本来有继承权的汉诺威支的韦尔夫家族继承不伦瑞克公爵位，而由普鲁士派执政官管理公国。这个情况一直到1913年5月24日韦尔夫家族的恩斯特·奥古斯特与威廉二世的女儿维多利亚·路易丝结婚后才改变。恩斯特·奥古斯特由此终于得以继承不伦瑞克的公爵爵位。

### 战争与和平：1918年11月至1919年5月

#### 历史关联
第一次世界大战末德意志帝国陷入空前的经济、社会和政治危机。1918年11月9日在柏林发生暴动，威廉二世被迫逊位，菲利浦·谢德曼宣布德国成为議會制共和国，弗里德里希·艾伯特任总理，与此同时卡尔·李卜克内西则宣布成立“德意志社會民主共和國”。11月11日第一次世界大战结束。

#### 公爵退位
11月8日在德國独立社會民主黨成员的逼迫下最后一位不伦瑞克公爵恩斯特·奥古斯特退位。

#### 不伦瑞克社会主义共和国
公爵退位后，不伦瑞克由工人和士兵委员会执政。11月10日委员会宣布成立“不伦瑞克社会主义共和国”，并授权独立社會民主黨组织一党政府。

#### 1919年春
1919年1月15日羅莎·盧森堡和卡尔·李卜克内西在柏林被杀，1月20日三万人在不伦瑞克示威抗议。2月22日独立社會民主黨与德国社会民主党组成聯合政府，同时不伦瑞克州的州议会通过了一个临时宪法，议会获得所有州政府权利。

#### 1919年4月：自由军团入驻

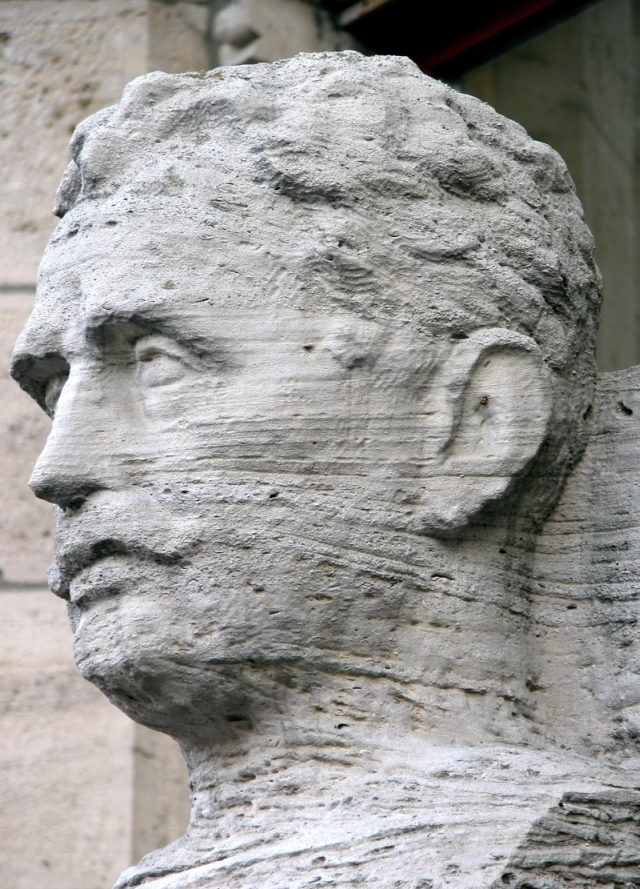
海因里希·雅斯帕

1919年4月初不伦瑞克的情况急剧恶化，4月9日斯巴達克同盟的成员在王宫广场上宣布进行总罢工并提出了无法达到的要求。不伦瑞克位于德国东西铁路的主干线上，总罢工导致铁路运行被阻，德国大多数地区的粮食和燃煤的补给无法完成，而且整个德国铁路网的时刻表被打乱，德国铁路进入一片混乱。不伦瑞克的政府职员、商人和手工业者则也罢工罢市来抗议斯巴达克同盟的罢工。从4月11日开始整个城市的公共生活瘫痪。
这个状态对于整个德国来说是经济上和政治上无法忍受的。德国军事部长古斯塔夫·诺斯克下令自由军团的将军格奥尔格·迈尔克尔（Georg Maercker）重建市内的秩序。4月13日德国政府宣布不伦瑞克进入紧急状态。
4月17日自由军团一万人入驻不伦瑞克。他们没有遭到任何抵抗，整个过程毫无冲突。民兵被解散，原来的政府被撤销，工人委员会也被解散。
很快公共秩序就被恢复。迈尔克尔与海因里希·雅斯佩尔（Heinrich Jasper）谈判讨论组织新政府的问题。4月30日州议会选了一个由社民党、独立社民党和德国民主党组成的新政府，雅斯佩尔任州长。
由于市内的情况出乎意料地迅速和和平解决，自由军团于5月10日就撤出不伦瑞克。紧急状态被取消。

### 魏玛共和国时期
希特勒入籍德国
魏玛共和国时期在不伦瑞克发生的最重要的一个事件是阿道夫·希特勒加入德国国籍。希特勒本来是奥地利人，从1925年开始无国籍。1932年2月25日他被不伦瑞克州的州政府收录为文化和测量局的政府顾问，并由此获得了德国国籍。他的工作范围理论上是在不伦瑞克州驻柏林的代表所里担任工作。因此使得希特勒加入德国国籍的实际上是不伦瑞克州，而非不伦瑞克市。
19世纪末、20世纪初不伦瑞克的工业化程度很高，整个城市成为一个重工业城市，因此市内的居民以工人为主，政治气氛也以社会主义为主。在德意志帝国和魏玛共和国时期，不伦瑞克以“红色”而著称。纳粹党至1933年3月为止在不伦瑞克市和市政府中没有任何作用。但是在不伦瑞克州的情况就不同了，除不伦瑞克市外不伦瑞克州还包括许多农村地区，在这些地区倾向保守与民族主义的农民和农庄主是主要的政治力量。巴特哈尔茨堡、霍尔茨明登、泽森和沃尔芬比特尔等地是纳粹党最早的基地。因此早在1930年纳粹党就在不伦瑞克州成为执政党之一，在魏玛共和国里不伦瑞克州是唯一有纳粹党参加政府的州。
对于当时的希特勒来说，他要在德国获得政权首先要得到德国国籍。因此纳粹党中央下令不伦瑞克州内务和人民教育部部长、纳粹党党员迪特里希·克拉格斯（Dietrich Klagges）使希特勒入籍。1932年2月4日戈培尔在他的日记中记录道：“我们打算在不伦瑞克将领袖任命为特别教授。”
希特勒教授
一开始克拉格斯试图在不伦瑞克技术高校设立一个“政治和社会组织学”的课程，然后聘请希特勒去做特别教授。这件事很快就传到了公众耳中，高校领导和市民立刻反对，因为“不伦瑞克的著名大学不能聘请中学肄业的失业明信片画家做教授”。这一计划的失败使得希特勒的名声受损，在不伦瑞克沦为笑柄，后来克拉格斯也由此被希特勒冷落。
希特勒顾问
此后德国人民党的一个议员建议给希特勒在不伦瑞克州驻柏林的代表处提供一个职位。这个计划成功了。1932年2月26日希特勒宣誓就职，并获得德国国籍，这样他就可以参加1932年的总统大选了。这显然也是他在不伦瑞克州驻柏林代表处的唯一工作。3月1日不伦瑞克州议会表决同意增添这个职位，这样希特勒的入籍就正式化了。
希特勒在这个职位上为不伦瑞克做了哪些工作就没有记录了。1932年10月他因为“不断的政治斗争没有时间完成他的职责”而申请无限期假日。不伦瑞克州议会中的反对派多次要求政府报告政府顾问希特勒为不伦瑞克州办了哪些事，带来了什么利益。在希特勒被任命为德国总理四天前（1933年1月26日）不伦瑞克的财务检查部门决定审查付给希特勒的薪水和他的工作。1933年2月16日已经当任德国总理的希特勒向不伦瑞克州政府发了一份短电要求辞职。州政府“立刻”批准。
有些历史学家怀疑希特勒是否合法获得德国国籍，但回顾往事这样的讨论往往只有学术价值。据有讽刺意义的是按照当时的德国法律德国总统可以任命没有德国国籍的人为总理。
1932年前希特勒就很少到不伦瑞克，此后他只于1935年7月17日到过不伦瑞克一次。

### 纳粹时期

#### 老城被毁
第二次世界大战中英国皇家空军和美国空军对不伦瑞克市区共进行了40多次强烈轰炸。一开始这些轰炸主要针对军工企业（飞机制造、坦克和精密光学仪器），但从1943年开始轰炸面积和严重度逐渐提高，市中心也遭到严重轰炸。
不伦瑞克的市中心本来以木结构的桁架式建筑为主，战前市中心有约800多座这样的建筑，战后只剩下了80座（破坏率90%以上）。一些居民区和街道被完全破坏。战后城市的面貌与战前完全不一样。

##### 1944年10月15日的空袭

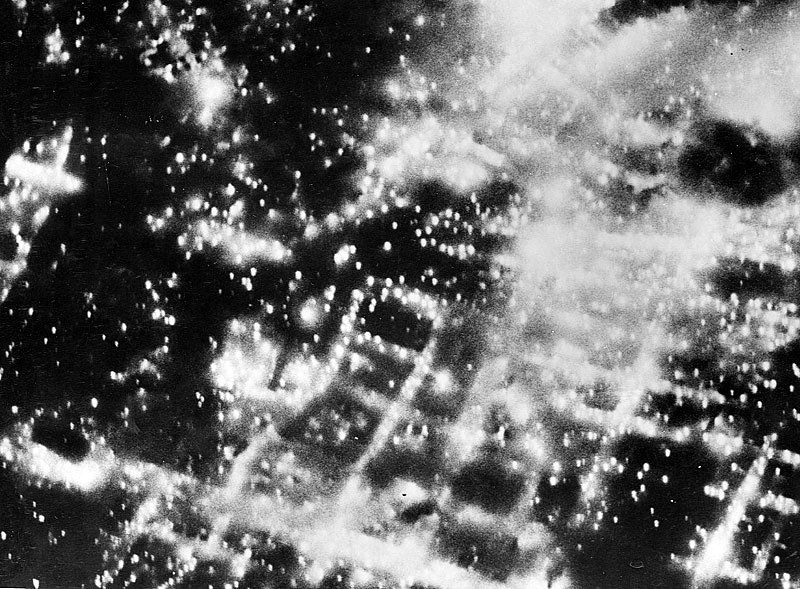
1944年10月15日空袭不伦瑞克的景象

最严重的空袭是从1944年10月14日夜到10月15日的空袭。整个市中心和几乎所有教堂被摧毁。在这次地毯式轰炸中英国空军投下了约二十万枚燃烧弹、白磷弹和爆炸弹。空袭后市内的火风暴燃烧了两天半。上百桁架式建筑被焚毁。偏偏被纳粹当作“民族圣地”的大教堂没有被破坏。约2.3万人被封锁在火海内的防空洞中，15日晨消防队通过组织了一条水龙才将他们救出来，因此这次空袭的总死亡人数只有一千左右。在整个大战中在不伦瑞克约有3500因空袭丧身，其中40%以上是外国人（战俘或者集中营囚犯）。

#### 投降
1945年4月10日，不伦瑞克作战司令官卡尔·斐特与美国第30步兵师司令利兰德·霍布斯就该市的投降事宜进行谈判。斐特只同意从该市撤出剩余的德军，但拒绝正式投降。随即，美军开始对这座城市进行炮击和低空袭击，直到4月11日傍晚。纳粹党市长汉斯·约阿希姆·梅尔滕斯选择自杀。纳粹党部长总统迪特里希·克拉格斯立刻任命埃里希·博克勒成为继任者。1945年4月12日凌晨2点59分，不伦瑞克市正式投降，美军占领了这座城市。克拉格斯迅即被捕。1945年6月5日，根据协定，英军取代美军成为占领者，因为不伦瑞克属于英国占领区。

### 二战后

#### 重建
1946年6月17日不伦瑞克正式开始清理废墟。市内废墟的总量估计为3,670,500立方米。为此市民在市中心铺设了数条运输废墟的铁轨。这个工作一共持续了17年，直到1963年市政府才正式宣布清理工作完毕。实际上此后还有过小规模的清理工作。
由于市内急需住房，而基础设施也必须重新建立，因此在1950和60年代重建速度非常快。由于老城完全被毁，城市设计一新，城市布局尤其注重汽车的使用。由此一些本来可以修复的老建筑也被拆除了，其中也包括一些中世纪、巴洛克和古典主义时期的建筑。尤其战争中被破坏比较小的西南部分在这个过程中受的创击比较大。
1960年不伦瑞克的中心火车站从原来市中心南部被迁到离市中心约3千米的东南部。由于德国铁路与不伦瑞克市早在1937年就已经签订的一份合同城市有义务建造一条有轨电车路联系火车站与市中心。这是不伦瑞克的有轨电车线路得以保存的原因。不伦瑞克的有轨电车轨距1100毫米，是欧洲唯一依然使用这个轨距的有轨电车。

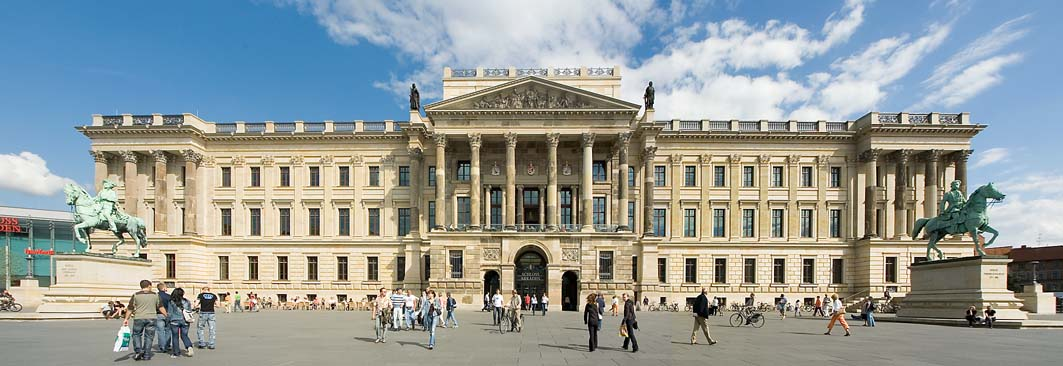
重建后的不伦瑞克王宫（2007年8月）

1960年，在经过一场激烈的讨论后，尽管许多市民抗议，被损坏的不伦瑞克宫被拆毁。1950年代中新成立的下萨克森州下令给不伦瑞克，要么拆除这座废墟，要么完全重建，最后市政府决定选择拆除。至2005年中王宫遗址上是一座公园。经过又一次激烈讨论后市政府决定部分重建王宫：在原来王宫的正面背后结合一座巨大的购物中心。按计划王宫正面在2006年秋完工，整座建筑于2007年春建成。

#### 城市现状
在2010年进行一项的欧盟公民城市审计调查中，不伦瑞克获得了“高品质生活”的认证，其中不伦瑞克市民对城市生活的满意度方面排名德国第五位。2012年的最新研究也证实了不伦瑞克拥有高水平的公共安全，其犯罪率在德国50个最大的城市中最低。在经济周刊的城市排名中，一共调查了71个德国超过10万人口的城市，其中不伦瑞克作为发展最快的城市排名第7位。未来地图在2013年研究预测不伦瑞克“充满机会”，除了拥有一流的大学研究机构以外，还是大众集团大部分附加值的所在地。综合来说，不伦瑞克被称为“蜂群城市（Schwarmstadt）”，其中25岁-34岁的年轻人数量特别多。
1968年以来，不伦瑞克与以色列城市基里亚特蒂文保持联系，并在1985年正式建立友好城市关系。
2017年，不伦瑞克被欧洲福音派教会共同体授予“欧洲改革之城”的荣誉称号。

#### 2019冠状病毒病疫情

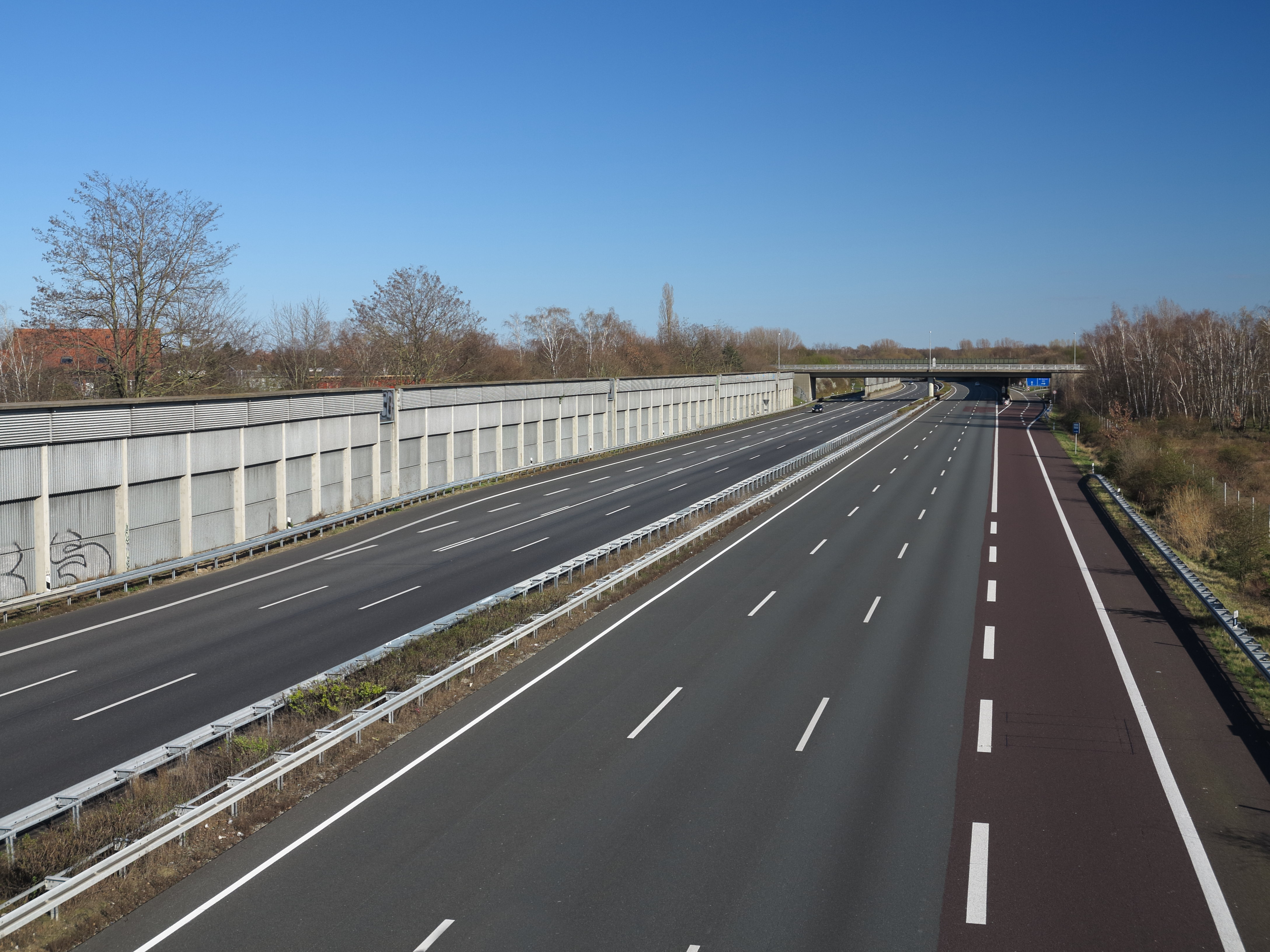
2020年3月不伦瑞克附近的2号高速公路

2020年3月4日，不伦瑞克出现第一例正式登记的病例，2020年3月20日出现第一例死亡病例。跟整个德国一样，不伦瑞克市政府实施了与健康危机有关的法律和法令，包括限制出境、接触和关闭普通学校。3月18日起，不伦瑞克市禁止大型集会，关闭或限制休闲活动，并建立面向群众的在线信息平台。2020年4月25日，不伦瑞克规定在商店以及公共交通工具上面居民有佩戴口罩的义务。
不伦瑞克及周边地区的医疗和生物技术研究机构和公司与位于市内的弗劳恩霍夫毒理学和实验医学研究所（ITEM）、亥姆霍兹感染研究中心（HZI）合作研发诊断和治疗新型冠状病毒的疫苗和药物。其中的成果COR-101抗体由Yumab GmbH、Corat Therapeutics GmbH以及不伦瑞克工业大学生物技术系共同开发。COR-101目前正在进行临床研究和测试。2021年7月，Dermapharm收购了Corat Therapeutics的股份，以进行进一步的研发工作。

### 行政区劃上的变动
1946年不伦瑞克州被撤销，建立下萨克森州，位于西德的原不伦瑞克州的地方被改为不伦瑞克地区，其中包括不律属县的城市不伦瑞克和一个不伦瑞克县。
1974年下萨克森州改革其行政区划，撤销不伦瑞克县，县内的村镇部分被合并到不伦瑞克市，部分被分到周边的县里去了。1978年不伦瑞克地区的范围也有所改动，2005年1月1日下萨克森州完全撤销了地区这个行政级。

### 合并
如同大多数德国的大城市，随着19世纪和20世纪城市规模的迅速扩大不伦瑞克也多次讲周边的村镇合并到市内。不伦瑞克第一次合并是在1931年，合并得最多的一次是在1974年，当时不伦瑞克县被撤销时县里大多数村镇被合并到不伦瑞克市。

## 人口

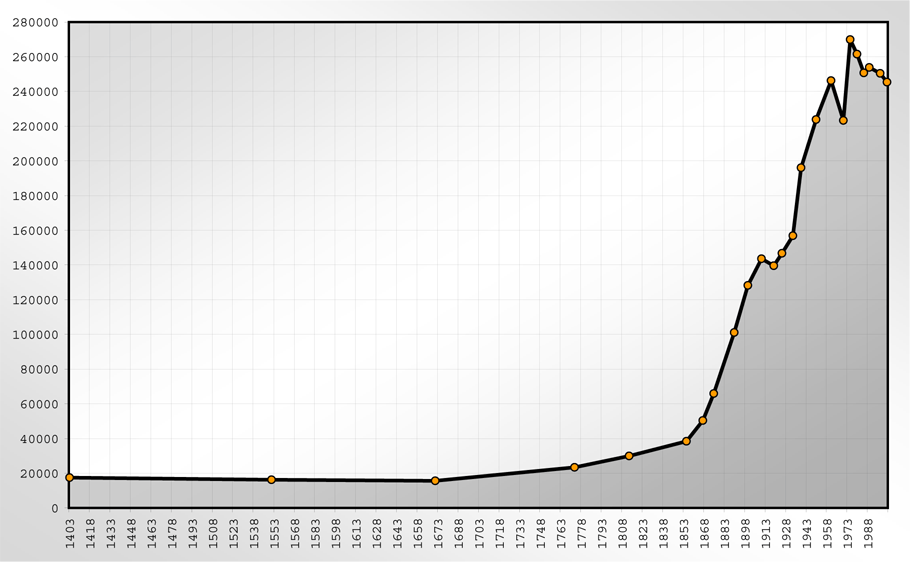
不伦瑞克的人口发展

1867年不伦瑞克的人口数为五万多人，1890年其人口数超过十万，1939年超过20万，1974年其人口数达到最高峰，市内有271,213名居民。按市政府数据2005年6月末市内有245,895名居民。2010年12月31日，根据下萨克森州统计局的最新数据，不伦瑞克的官方人口数据是248,867人，人口密度为1295人/平方公里。之后到2012年年底增长到252,492人。之后联邦统计局对居民人数进行修正（略微减少），在2015年6月，统计人口为249,135人。根据居民登记册的数据，比联邦统计局的数字稍高一些，2013年的人口是248,424人，2015年年底为252,768人。
以下列表中1833年以前的数据一般为估计数，1833年以后主要是人口普查以及市政府或者统计部门的数据。1843年以前的数据的调查方式也不一。
| 年份          | 人口   |
| ------------- | ------ |
| 1403年        | 17,500 |
| 1551年        | 16,192 |
| 1671年        | 15,570 |
| 1773年        | 23,385 |
| 1783年        | 27,063 |
| 1793年        | 27,301 |
| 1812年        | 29,950 |
| 1822年        | 32,945 |
| 1831年        | 34,589 |
| 1843年12月3日 | 39,787 |
| 1846年12月3日 | 39,113 |
| 1849年12月3日 | 39,011 |
| 1852年12月3日 | 39,410 |
| 1855年12月3日 | 38,397 |
| 1858年12月3日 | 40,635 |
| 1861年12月3日 | 42,209 |

| 年份          | 人口    |
| ------------- | ------- |
| 1864年12月3日 | 45,450  |
| 1867年12月3日 | 50,369  |
| 1871年12月1日 | 57,883  |
| 1875年12月1日 | 65,938  |
| 1880年12月1日 | 75,038  |
| 1885年12月1日 | 85,174  |
| 1890年12月1日 | 101,047 |
| 1895年12月2日 | 115,138 |
| 1900年12月1日 | 128,226 |
| 1905年12月1日 | 136,397 |
| 1910年12月1日 | 143,552 |
| 1916年12月1日 | 125,080 |
| 1917年12月5日 | 122,407 |
| 1919年10月8日 | 139,539 |
| 1925年6月16日 | 146,654 |
| 1933年6月16日 | 156,840 |

| 年份           | 人口    |
| -------------- | ------- |
| 1939年5月17日  | 196,068 |
| 1945年12月31日 | 162,855 |
| 1946年10月29日 | 181,375 |
| 1950年9月13日  | 223,760 |
| 1956年9月25日  | 240,431 |
| 1961年6月6日   | 246,085 |
| 1965年12月31日 | 237,028 |
| 1970年5月27日  | 223,700 |
| 1975年12月31日 | 268,519 |
| 1980年12月31日 | 261,141 |
| 1985年12月31日 | 248,001 |
| 1987年5月25日  | 252,351 |
| 1990年12月31日 | 258,833 |
| 1995年12月31日 | 252,544 |
| 2000年12月31日 | 245,816 |
| 2005年6月30日  | 245,895 |

## 宗教
一开始不伦瑞克所在的地区分别属于希尔德斯海姆和哈尔伯施塔特两个教省，奥克河是这两个教省之间的界河。1391年两位主教在不伦瑞克设立了一个代表两个教省管理宗教问题的官员。
1521年戈特沙尔克·克鲁泽将宗教改革引入不伦瑞克，从1525年开始市内有新教的神事,1526年进行了第一次德语的弥撒。1528年信義宗在不伦瑞克立足。不伦瑞克的教会规则在德国的新教社团中有一定的印象。此后数世纪中不伦瑞克主要是一个新教城市。到1671年为止其教会独立，从1671年开始它属于公国教会（后来州教会）。今天不伦瑞克是信义宗的一个教县的县府。从1923年开始，地区主教的讲道场所一直在不伦瑞克大教堂。

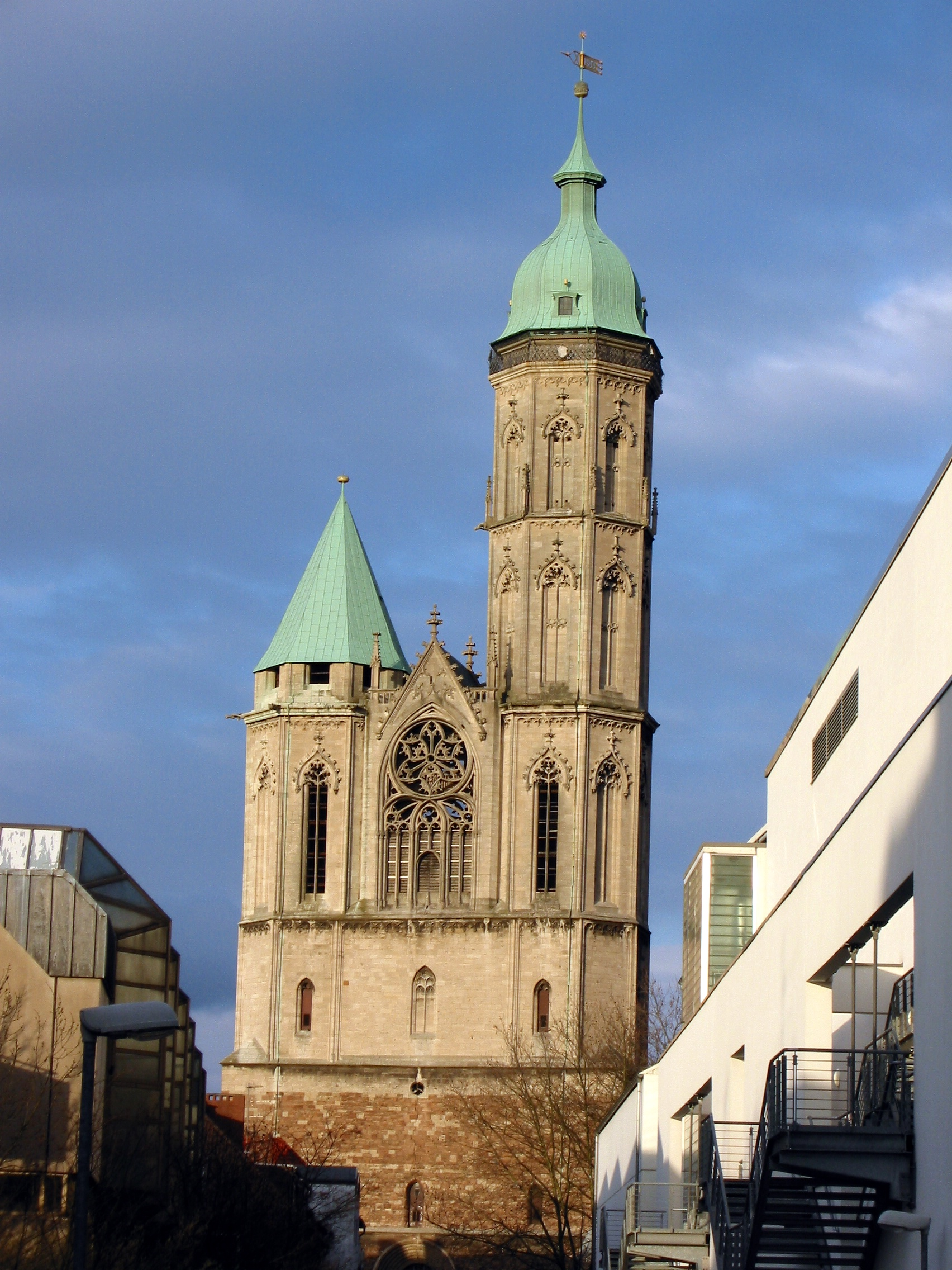
圣安德烈教堂

18世纪里在不伦瑞克还成立了一个独立的新教教会和一个法国新教的教诲。1811年两者合并。至今为止这个小教会不属于任何高层组织领导，其总部位于不伦瑞克。
同样从18世纪开始市内又开始允许天主教从事神事。不伦瑞克的天主教教会律属希尔德斯海姆主教管理，至1930年属于科隆教省，此后属于帕德博恩教省，从1995年开始属于新设立的汉堡教省。不伦瑞克主要是天主教堂是圣吉尔斯圣母大教堂。不伦瑞克的道明会在1528年的宗教改革中被迫放弃他们的修道院并且离开了这座城市，直到1958年他们才重新回归城市，并重建了现代化的修道院建筑群。
除新教和天主教外不伦瑞克市内还有一些独立的基督教教会和被教会认作邪教的教会组织（比如耶和華見證人、基督科學教會等等）。
从中世纪开始有犹太人在不伦瑞克生活，1875年不伦瑞克的猶太會堂建成。这座会堂在纳粹时期于1938年被毁。从1942年至1945年所有当时依然在不伦瑞克的犹太人被运往东欧的灭绝营。今天市内的犹太教会有约600名成员。

## 政治
一开始公爵在市内设立总管来管理市内的事物，从12世纪开始这个职务就已经开始由市民担任。13世纪初市内五个居民点中的三个有自己的议会。1269年它们合并为一个议会。这个议会的组成多次更改。1386年这个议会还有105名成员，1614年裁减为56名。城市管理则由一个委员会完成，1386年这个委员会有25名成员，从1614年开始只有15名。从1671年开始市内只有一个由16名成员组成的议会，公爵要批准这个议会的组成。议会的主席是市长。从1808年至1813年市长由法国人任命。1825年行政与司法分家，市议会丧失了司法权。纳粹时期市长由纳粹党任命。
1946年英占区的军事征服引入英国管理体制，市民选举市议会，市议会选举市长作为议会主席和代表，这个职位是象征性的，同时市议会还选举一个市长官作为管理机构的领导人。

### 市议会
在2016年的下萨克森州地方选举中，社会民主党在35年后重新超越基民盟成为当地最大的党派。从本年开始，市议会席位确定为54席（不包括市长）。在2021年的市议会选举中，绿党得到了大幅度的增长（22.6%），相对的社会民主党虽然失去了一部分选票，但仍然保持了第一大党的地位（29.5%）。基民盟则排名第三（22.0%）。
不伦瑞克目前的议会席位分配如下：
- 社会民主党：16席
- 绿党：12席
- 基督教民主联盟：12席
- 自由民主党：3席
- 不伦瑞克市民倡议（德语：Bürgerinitiative Braunschweig）：3席
- 另类选择党：2席
- 左翼党：2席
- 党：1席
- 伏特党（英语：Volt Germany）：1席
- 海盗党：1席
- 德国基础民主党（英语：Grassroots Democratic Party of Germany）：1席

### 市长
2001年市长官这个职务被废弃，市长也是行政的最高官员，同时市长直接由市民直接选举而出。议会主席则依然由议会选举，但是与市长脱钩。
2021年9月12日的市长选举结果（投票率55.4%）是社会民主党的托尔斯滕·科恩布鲁姆（Thorsten Kornblum）当选市长（投票率38.4%）。

### 市政分区
对于下萨克森州人口超过10万的城市，下萨克森州市宪法法第90条第2段规定可以将城市划分为市区，并在那里建立市区议会。不伦瑞克在2021年11月起，将城市划分为十二个市辖区（编号从111到330）。
就市宪法法第93条和第94条，市区议会拥有一定的决策权和参与权，在处理市区事务的时候，市议会需要先听取市区议会的意见。另外根据第91条，单一市区议会的人数将由该区的居民人数决定，在不伦瑞克最少为7人，最多为19人。根据第92条，同时市区议会可以选举一位主席，并称之为市区长（Bezirksbürgermeister或Bezirksbürgermeisterin）。市区议员的任期一般为5年，第一任期从2021年11月1日开始。

### 公共债务
截止2012年底，不伦瑞克的公共债务总额是3.451亿欧元，平均每个居民负债1134欧元。在德国103个独立城市中，不伦瑞克的的人均债务排名第二低。根据安永会计事务所在2015年的研究，从2012年到2014年，德国72个主要城市中，不伦瑞克是人均债务最低的城市，即452欧元。其次是耶拿（724欧元）和杜塞尔多夫（1137欧元），德国的平均水平是4299欧元。

### 市徽、市色和标志

#### 市徽
按照2001年12月11日通过的不伦瑞克市章程不伦瑞克的市徽如下：
市徽底色银色，上有一只红狮子，白齿，红舌，黑爪。市徽宽比高为6:7。图案按照1438年10月15日的市徽描写。
这个市徽最晚从1366年／67年就开始使用了。此后这个市徽除小的改动外一直被保持使用。1438年德国国王阿尔布雷希特二世在上述的市徽描写中证实了这个市徽。

#### 市色
不伦瑞克的市色是红色和白色，市旗上红下白。

#### 标志

##### 正式标志
不伦瑞克的正式标志是狮子亨利在中世纪树立的狮子青铜像。早在一张约1300年绘制的世界地图里这只青铜像就已经被用来标志不伦瑞克。1953年市政府在其章程中特地将它立为城市标志。

##### 非正式标志
不伦瑞克非正式的标志是圣安德烈教堂（St. Andreas）的两个不对称的尖顶。

## 经济
不伦瑞克是德国其中一个工业化的中心。第二次世界大战之前，它是一个罐头行业的中心，市内有许多相关企业。此后，不伦瑞克的罐头行业渐渐衰落，汽车工业开始占据重要地位。另外还有运输技术、生物技术、医疗保健和金融行业。目前在此城市设有工厂的企业，包括福斯、西门子、庞巴迪运输和博世。
2016年，不伦瑞克的国内生产总值是117.33亿欧元，在德国城市经济排名中位列第32位。人均国内生产总值为46,928欧元，高于德国平均38,180欧元的水平。2017年，不伦瑞克全市就业人口为16.38万人。2018年年底的失业率为4.9%，略低于下萨克森州5.0%的水平。

### 制造业
不伦瑞克是比辛汽车制造厂的所在地，这座工厂在1972年被MAN集团接管。不过现在MAN汽车的散热器格栅上面仍然有比辛公司的标志，也就是一个风格化的不伦瑞克狮子。
大众汽车的第一家工厂，也就是大众不伦瑞克公司（Vorwerk），在1938年投入运营。因此汽车工业仍然是不伦瑞克非常重要的产业之一。如今，不伦瑞克拥有一家大众工厂和众多的中型供应商。除了工厂以外，大众汽车金融服务股份有限公司（包括大众银行）的总部都也设在这里。
该市另外一家著名的企业是西门子AG，这座工厂可以追溯到海因里希·比辛（即比辛汽车制造厂的创始人）的时代。不伦瑞克西门子公司是铁路自动化领域的世界领先者，开发了各种铁路运营技术。西门子交通事业部门非常看重不伦瑞克的技术力量，因为这里有不伦瑞克工业大学和德国航空航天中心的分支机构，同时对铁路进行空气动力学的研究。除了庞巴迪运输以外，另外还有德国铁路制造项目集团公司最近也搬到了这里，作为德国铁路的子公司，他们重点研究控制和安全技术领域。

### 奥克河谷

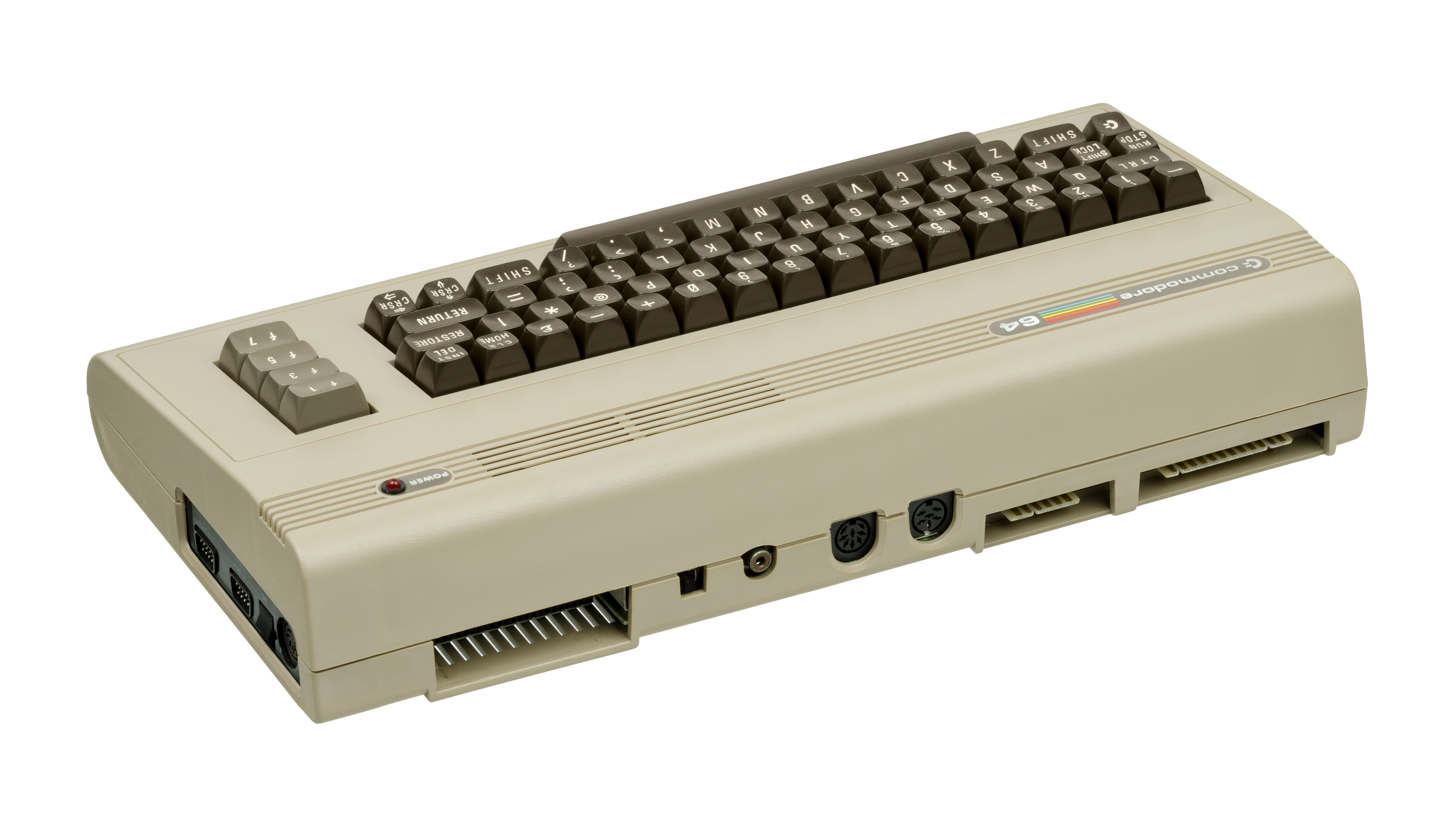
康懋达64计算机样品

在20世纪80年代非常著名的计算机公司康懋达在不伦瑞克有一家工厂，但在90年代初衰弱，传奇的C64就在这里制造的。2014年，不伦瑞克是英特尔在欧洲最大的芯片研发中心，拥有120名员工。从2000年开始，这里已经研发了六款芯片。欧洲高性能计算技术能力中心则重点开发拥有高性能计算机和超级计算机的芯片。英特尔还资助了不伦瑞克工业大学的“高级VLSI（超大规模集成电路）设计”课程，重点研究高度复杂的微芯片技术。在2013年秋季，研发中心关闭，人员随后被富士通接管了。如今，不伦瑞克仍然是德国的IT大本营，IT专家的比例是全国平均水准的三倍。
不伦瑞克当地的中型机械工业公司进行合并形成了“机械工程合作倡议（Kooperationsinitiative im Maschinenbau）”项目，形成了企业共同采购、提高员工素质以及其他领域的工作。IT行业的公司也有类似的协议，来实现项目的联合实施。当地著名的机械工程公司是比勒集团（Bühler）。
由于不伦瑞克当地进行甜菜的集中化种植，因此从1850年开始，不伦瑞克是制糖业的中心。由多家糖厂合并而成的Nordzucker集团的总部就在不伦瑞克，它同时也是德国第二大的糖产品生产制造商。数十年来，不伦瑞克工业大学也拥有自己的糖生产和加工研究所。

### 乐器制造业
不伦瑞克是德国乐器制造业的中心。这里的威廉·席梅尔钢琴制造厂（Wilhelm Schimmel）是德国最大的钢琴和三角钢琴厂，格罗特里安-施坦威格（Grotrian-Steinweg）也非常有名，桑德贝格公司（Sandberg）在这里生产电吉他和低音吉他。专业制琴的劳特曼家族从1844年开始在不伦瑞克开始制造弦乐器，并且延续到了五代人。虽然在艾尔菲·劳特曼去世后短暂中断了制琴业务，但是在2013年通过著名的小提琴大师马蒂亚斯·弗尔布罗特（Matthias Vorbrodt）的协助重建了工作室。

### 科研机构
根据欧盟统计局的数据，不伦瑞克是欧洲研究最密集的区域。2017年，不伦瑞克地区的研发支出占国内生产总值的8.52%。在全国范围内，不伦瑞克和斯图加特一起拥有最高的科学家密度，有3.9%的员工进行研发工作。不伦瑞克地区共有27个主要的研究机构，超过17300人在这里进行工作。同时，研究的范畴也在不断扩大，从2012年到2014年，就有超过2亿欧元投入进行新建研究基础设施。

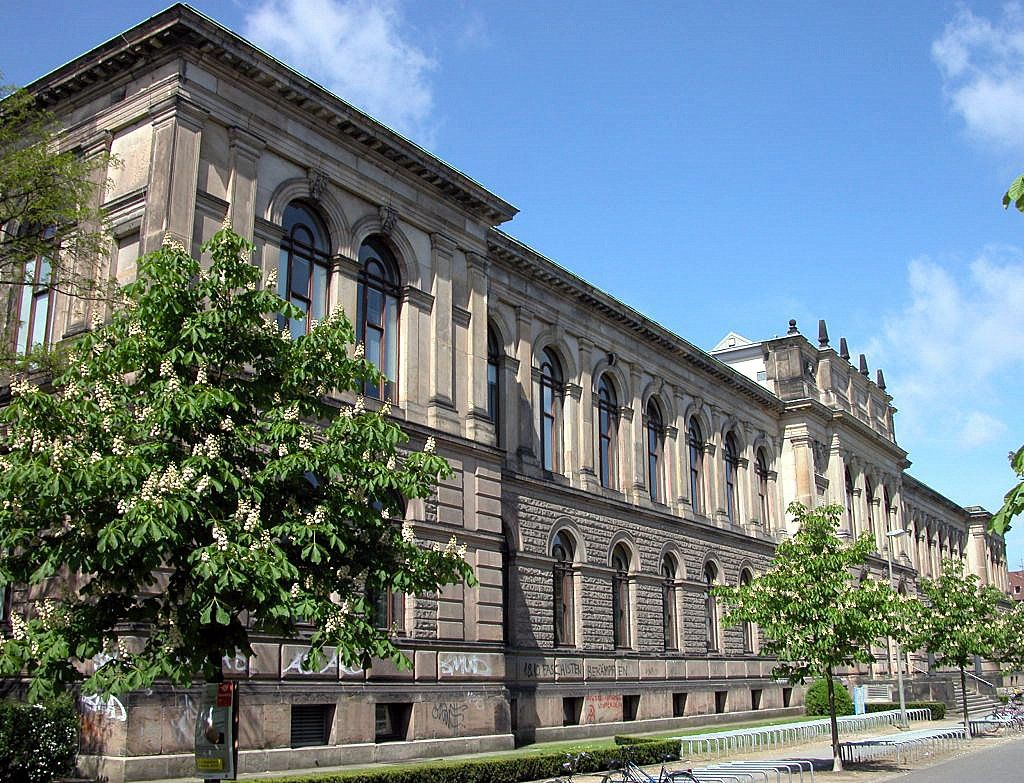
不伦瑞克工业大学

不伦瑞克拥有三所大学、一所职业学院和大量的联邦研究机构。不伦瑞克工业大学的前身卡洛罗·威廉明娜技术大学成立于1745年，当时名称是卡罗琳学院（Collegium Carolinum），也是德国最早的技术和自然科学大学。1862年改名为公爵理工学院（Herzoglichen Polytechnischen Schule），1877年转型为技术学院（Technische Hochschule），到1968年正式转型为工业大学。奥斯特伐利亚应用科学大学（Ostfalia Hochschule für angewandte Wissenschaften）则成立于1971年，是由沃尔芬比特尔国立工程学院和下萨克森州社会工作高等技术学院合并而成，并增加了更多的专业。不伦瑞克美术大学（Hochschule für Bildende Künste Braunschweig，缩写HBK）成立于1963年，前身是不伦瑞克工学院。这所学员于1790年由公爵卡尔·威廉·斐迪南建立。1972年它成为一所科学大学，1978年开始兼具艺术和科学大学的地位。它是下萨克森州唯一的艺术学院（大学），也是欧洲最大的五所艺术学院之一。不伦瑞克唯一的职业学院是德国制粉学院（Deutsche Müllerschule Braunschweig），在这里可以获得世界上唯一由国家认证的制粉、谷物和动物饲料工艺工程师资格。

### 旅游和会展业
不伦瑞克正在努力加强作为贸易展览会或者会议场所的地位，其中城市大厅进行了广泛的现代化建造。包括建设了BraWoPark，并结合建设城际酒店和零售园区，对车站区进行彻底的重组和升级。温登大街青年旅馆的新大楼于2015年4月开业。
欧洲远足小径E6从埃塞霍夫出发，穿过迪贝斯多夫，沿着因拉森林，穿过沙彭区，在穿过里达格斯豪森和布赫霍斯特自然保护区，在劳特海姆的南侧可以看到不伦瑞克土地防御设施的遗迹。

## 基础设施

### 运输
从中世纪以来，不伦瑞克一直位于几条长途贸易路线的十字路口，奥克河在航运领域是非常重要的存在。
目前，数条联邦高速公路（A2、A39）和德国联邦公路（B1、B214和B248）通往或者直接穿过不伦瑞克。不伦瑞克拥有一个与中德运河连接的港口，这条运河将不伦瑞克与汉堡、柏林以及鲁尔地区连接起来，并且从1935年开始，不伦瑞克拥有自己的机场——不伦瑞克-沃尔夫斯堡机场。

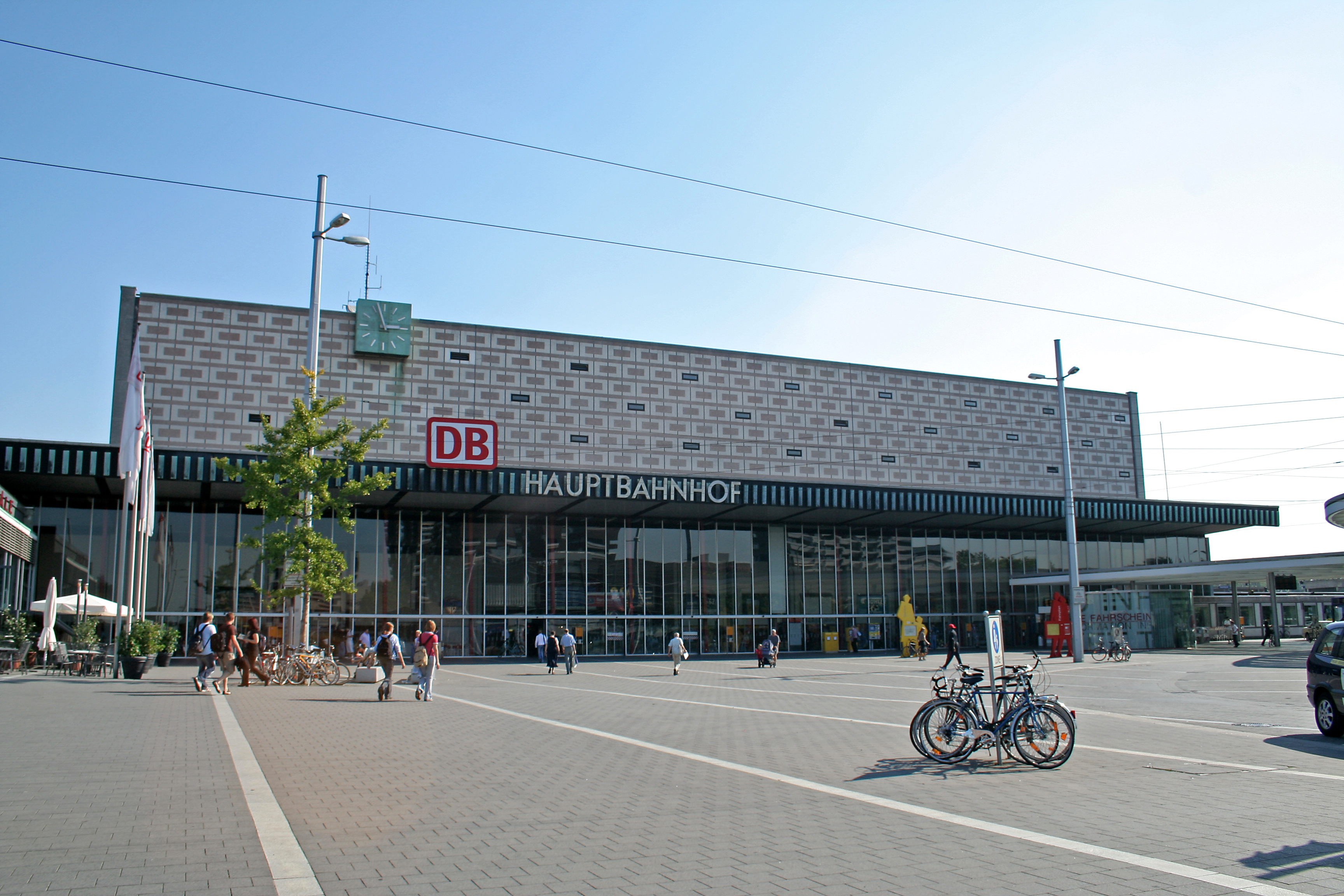
不伦瑞克火车总站

不伦瑞克中央火车站于1960年启用，取代了市中心的老火车站（始建于1845年）。从不伦瑞克到沃尔芬比特尔的铁路从1838年就开始运营，如今它是IC、ICE网络和区域本地交通的系统站点。另外德国铁路在不伦瑞克-格利斯马罗德经营一个火车站。
大不伦瑞克地区协会计划在宾罗德、莱菲尔德以及不伦瑞克-西新建三个火车站，预计于2026年投入使用。
不伦瑞克的地方运输由不伦瑞克运输集团以及不伦瑞克地区运输集团提供有轨电车和城市公交系统进行。另外还有几家区域运输公司提供区域巴士路线。从戈斯拉尔经不伦瑞克前往于尔岑的区域铁路运输线路也在计划之中。RegioStadtBahn Braunschweig提供的城市有轨电车规划在2010年中止，并从2014年起改为了区域列车。
当地公共交通中的纯电动巴士在世界上首次使用感应技术运行。

### 供水系统
不伦瑞克饮用水供应由BS Energy进行，其中大部分都是来自于地表水。97%来自于哈茨的格拉讷水坝和埃克尔水坝。哈茨水厂在那边各经营一个水处理厂。
在市民公园有一个集水箱，主要在用水高峰期启用，来维持水管网络的压力。在紧急情况下，可以连接到联邦农业和食品局的水厂或者派讷水协会进行购买和输送。
不伦瑞克水费价格取决于总消费量，每立方米大约是2.12到2.33欧元。

### 排水系统
不伦瑞克市政排水系统的责任就是负责当地废水的排放和净化，不伦瑞克下水道总长约1300公里，特别是在内城，拥有一个混合的下水道系统，而外城主要依靠一个单独系统进行排水。管道网络共有73座污水泵站，13座雨水泵站。奥尔珀主泵站通过中德运河下面长达1500米的管道将90%的废水输送到施泰因霍夫污水处理厂。这个工厂可以解决275000人当量的污水，每年大约需要处理2200万立方米的废水，处理过的污水一般排入污水田或者用于农业降水。

## 主要景点

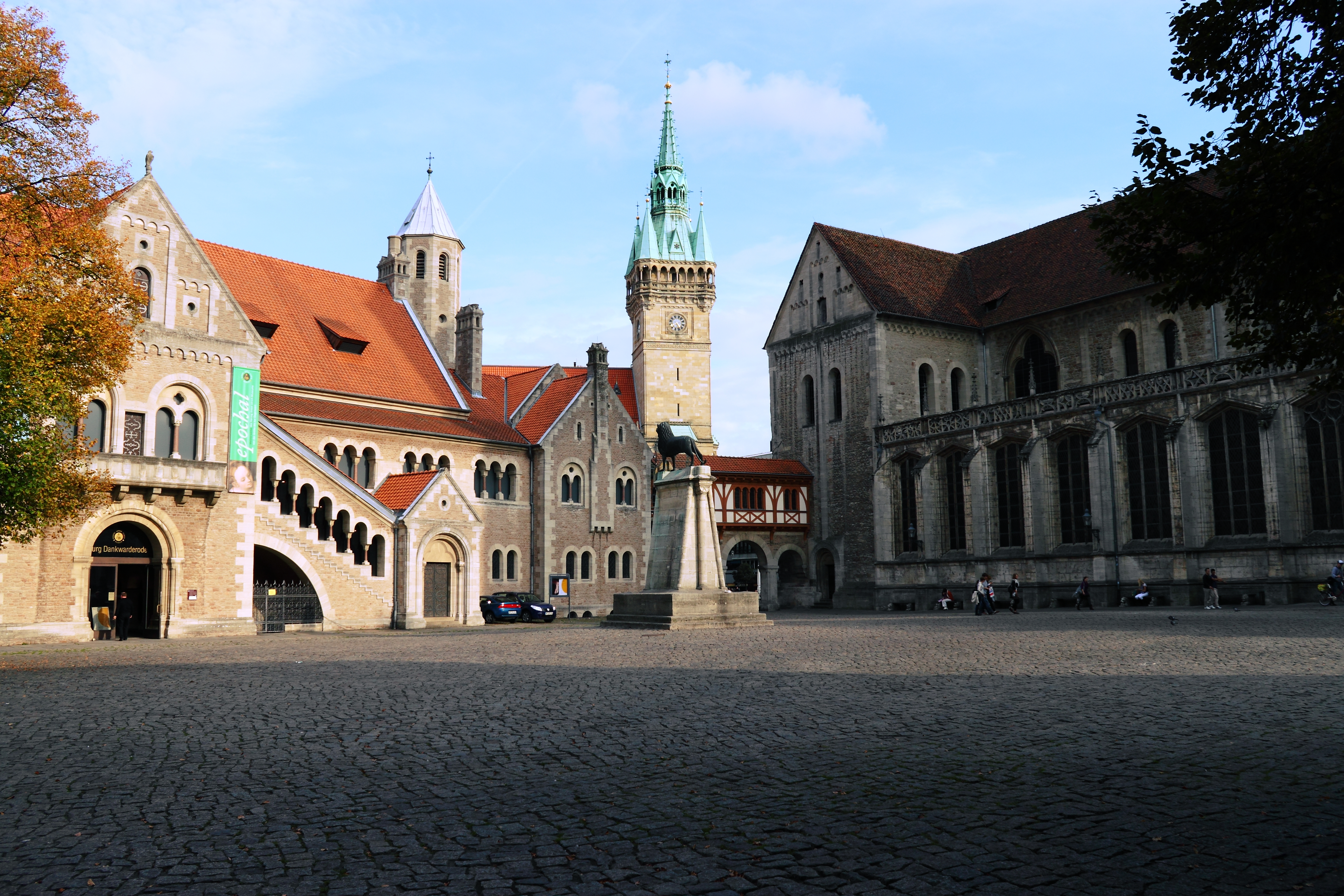
不伦瑞克城堡广场

- 不伦瑞克城堡广场（德语：Burgplatz (Braunschweig)）（Burgplatz），由一组具有重要历史和文化重要性的建筑组成，包括不伦瑞克大教堂（建于12世纪末）、丹克瓦德罗德城堡（英语：Dankwarderode Castle）（狮子亨利的老城堡，重建于19世纪）、新哥特式市政厅（德语：Neustadtrathaus (Braunschweig)）（建于1893年），以及一些造型优美的半木结构的房屋。广场中央矗立着不伦瑞克狮子（英语：Brunswick Lion）的复制品，原始的雕像可以在丹克瓦德罗德城堡博物馆中找到，铸造于1166年。
- 老城市场（德语：Altstadtmarkt (Braunschweig)）（Altstadtmarkt），周围环绕着旧市政厅（哥特式风格，建于13世纪到15世纪之间）、圣马丁教堂（德语：St. Martini (Braunschweig)）（建于1195年）、布艺行会旧址（德语：Gewandhaus (Braunschweig)）（建于1268年之前）以及施泰希内利之家（德语：Stechinelli-Haus (Braunschweig)）（建于1690年）。
- 煤炭市场（德语：Kohlmarkt (Braunschweig)）（Kohlmarkt），这个市场拥有历史悠久的房间和1869年建造的喷泉。
- 哈根市场（Hagenmarkt），拥有圣凯瑟琳教堂（德语：St. Katharinen (Braunschweig)）（建于13世纪）和狮子亨利喷泉（建于1874年）。

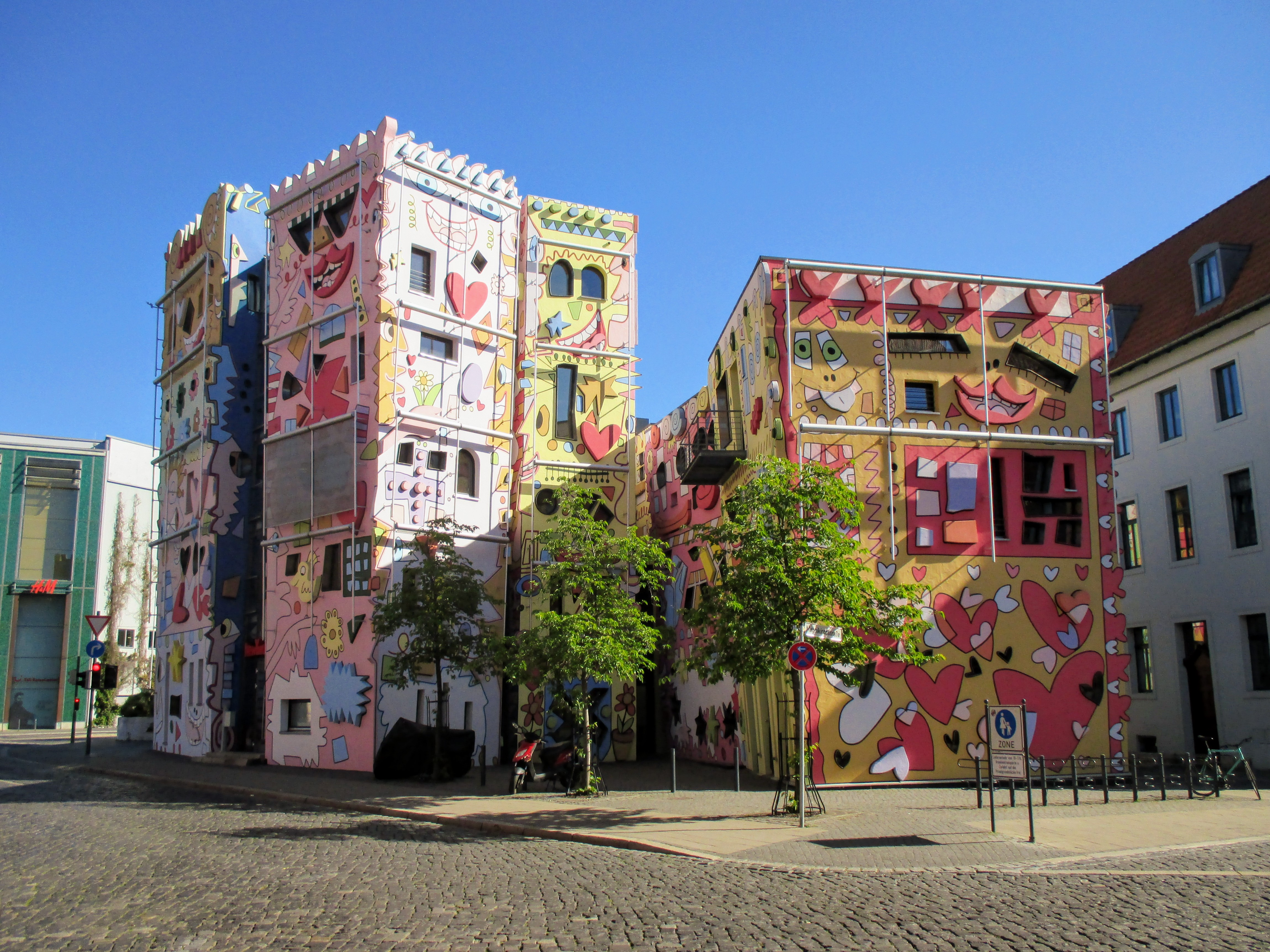
里齐之家

- 圣马格努斯区（德语：Magniviertel）是古代不伦瑞克的遗迹，两旁是鹅卵石街道、小商店和咖啡馆，以建于13世纪的圣马格努斯教堂（德语：St. Magni (Braunschweig)）（Magnikirche）为中心。这里还有里齐之家（德语：Happy Rizzi House）（Rizzi-Haus），是由建筑师詹姆斯·里齐（英语：James Rizzi）为2000年世博会所设计的卡通式办公大楼。
- 圣安德鲁教堂（德语：St. Andreas (Braunschweig)）（Andreaskirche），建于13到16世纪，由查尔斯·克罗戴尔（英语：Charles Crodel）建造了彩色玻璃，教堂周围是德国现存最古老的的独立图书馆Liberei（德语：Liberei）。
- 圣母圣吉尔斯教堂（英语：Aegidienkirche, Braunschweig）（Aegidienkirche），哥特式建筑，建于13世纪，毗邻修道院，现在是博物馆。
- 不伦瑞克国家剧院（Staatstheater），由安东·乌尔里希公爵在1690年创立，是德国第一座站立式的公共剧院。
- 不伦瑞克宫，在二战中被炸毁，1960年彻底拆除，外墙进行重建，并设立了宫殿博物馆，图书馆和购物中心，在2007年开放。
- 里士满宫（Schloss Richmond），巴洛克式建筑，建于1768年，是不伦瑞克-沃尔芬比特尔公爵卡尔·威廉·斐迪南来自英国的妻子奥古斯塔公主使用的，环绕着英式花园。
- 里达格斯豪森修道院（英语：Riddagshausen Abbey）（Kloster Riddagshausen），前身是西多会修道院，周围有自然保护区和植物园。

### 公园和绿地

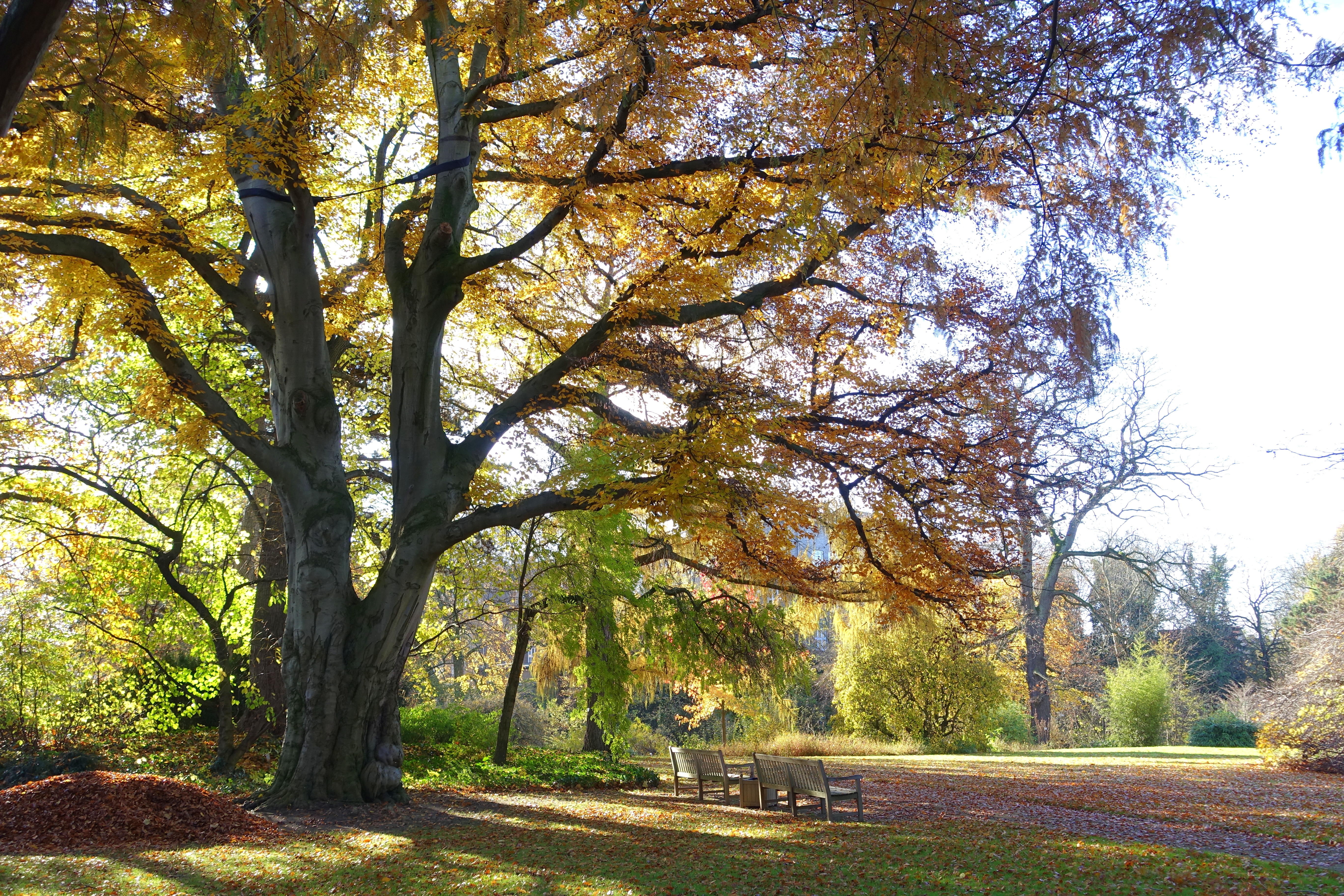
不伦瑞克工业大学植物园

不伦瑞克最著名的公园是约翰·海因里希·布拉休斯在1840年创立的不伦瑞克工业大学植物园，此外还有市民公园，1825年建造的带有方尖碑的狮子墙广场以及阿尔布雷希特亲王公园。其他公园和休闲区包括城市公园、西部公园（Westpark）、剧院公园、博物馆公园（Museumpark）、南湖、厄尔珀湖、诺亚方舟动物园以及埃塞霍夫动物园。

## 文化

### 媒体
不伦瑞克是北德广播公司工作室的所在地，另外还有两家私营广播公司，分别是Antenne Nidersachsen和Radio ffn。
不伦瑞克地区日报是不伦瑞克日报（Braunschweiger Zeitung，简称：BZ），该报的覆盖面和影响力在该地区占主导地位。2007年不伦瑞克日报被WAZ媒体集团（现在的芬克媒体集团）接管。BZ出版社出版的新不伦瑞克人和星期日新不伦瑞克人作为免费周报分发给家庭。不伦瑞克的在线报纸是NEUESausBraunschweig（不伦瑞克新闻），从2013年4月开始发布，regionBraunschweig.de则从2104年开始发布。News38.de从2016年5月开始上线，并作为一个免费的新闻门户网站。

### 博物馆

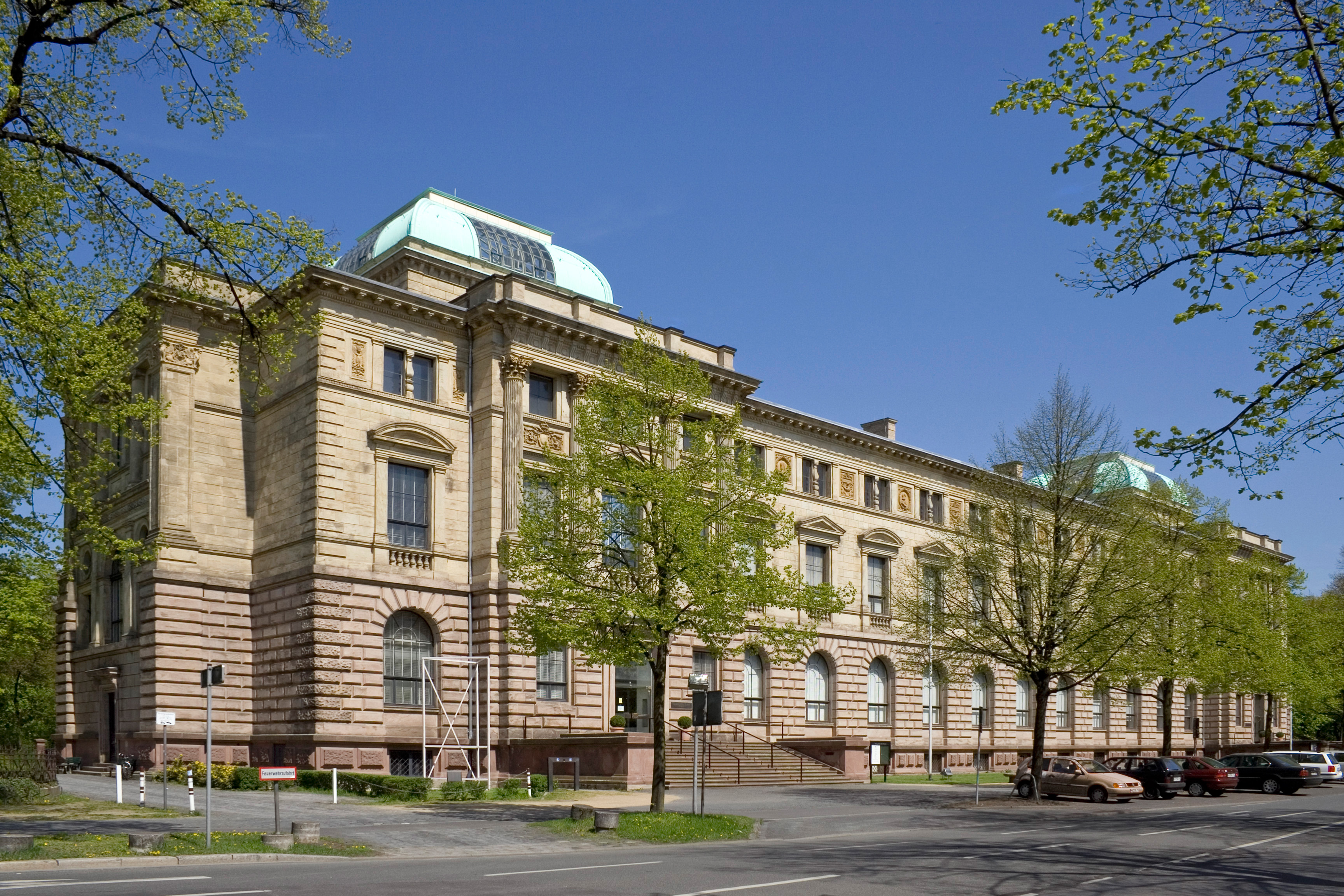
安东·乌尔里希公爵博物馆

- 不伦瑞克最重要的博物馆是安东·乌尔里希公爵博物馆，可以追溯到1754年，在艺术史上具有国际影响力。它不仅是德国最古老的博物馆，也是世界上第三古老的公共博物馆，收藏包括了鲁本斯、维米尔以及伦勃朗等的画作。
- 不伦瑞克地方志博物馆（Braunschweigisches Landesmuseum），简称BLM，位于城堡广场的老房子内，成立于1891年，是当地唯一一座由下萨克森州赞助的历史博物馆。对面的丹克瓦德罗德城堡展览也是这个博物馆的一部分。BLM在前保利尼修道院（德语：Paulinerkloster (Braunschweig)）中的分馆是世界上最古老的的犹太博物馆之一。
- 狮子墙市立博物馆（德语：Städtisches Museum (Braunschweig)）（Städtisches Museum）在1865年开放，主要展现不伦瑞克城市的历史，包括了老市政厅博物馆。这座博物馆在拱形的地窖和地层中展现不伦瑞克历史的永久性展览。博物馆的重点展品是1783年的Ad astra气球（德语：Ad Astra (Ballon)），它是世界上现存最古老的飞行物体。
- 不伦瑞克州立自然史博物馆于1754年作为公爵的艺术和自然史阁楼而开放，是德国最古老的自然历史博物馆。除了各种主题的常设展览外，还有一个灯光室，可以看到最重要的动物学展品。
- 不伦瑞克席尔大街卫星集中营（德语：KZ-Außenlager Schillstraße）的纪念碑中，有一个开放的档案馆纪念在集中营中的遇难者。这座纪念碑由艺术家西格里德·西古尔德森（Sigrid Sigurdsson）在2000年设计，包括了集中营的历史文件、报告、回忆和研究。
- 拉贝故居是威廉·拉贝（Wilhelm Raabe）的最后一座宅邸，建于1948年，为了纪念这位作家。
- 从1982年到2016年，弗里德里希·盖尔斯泰克协会（德语：Friedrich-Gerstäcker-Gesellschaft）在里士满城堡的骑士之家举办关于作家弗里德里希·盖尔斯泰克（Friedrich Gerstäcker）的展览，他在这里度过了他的青年和晚年。
- 重建的不伦瑞克城堡博物馆（德语：Schlossmuseum Braunschweig）拥有音乐室、观众室和王座室等七个房间，都是根据原来的作品重建的。作为和睦体育场翻新工程的一部分，还准备建造一座足球博物馆。

### 图书馆

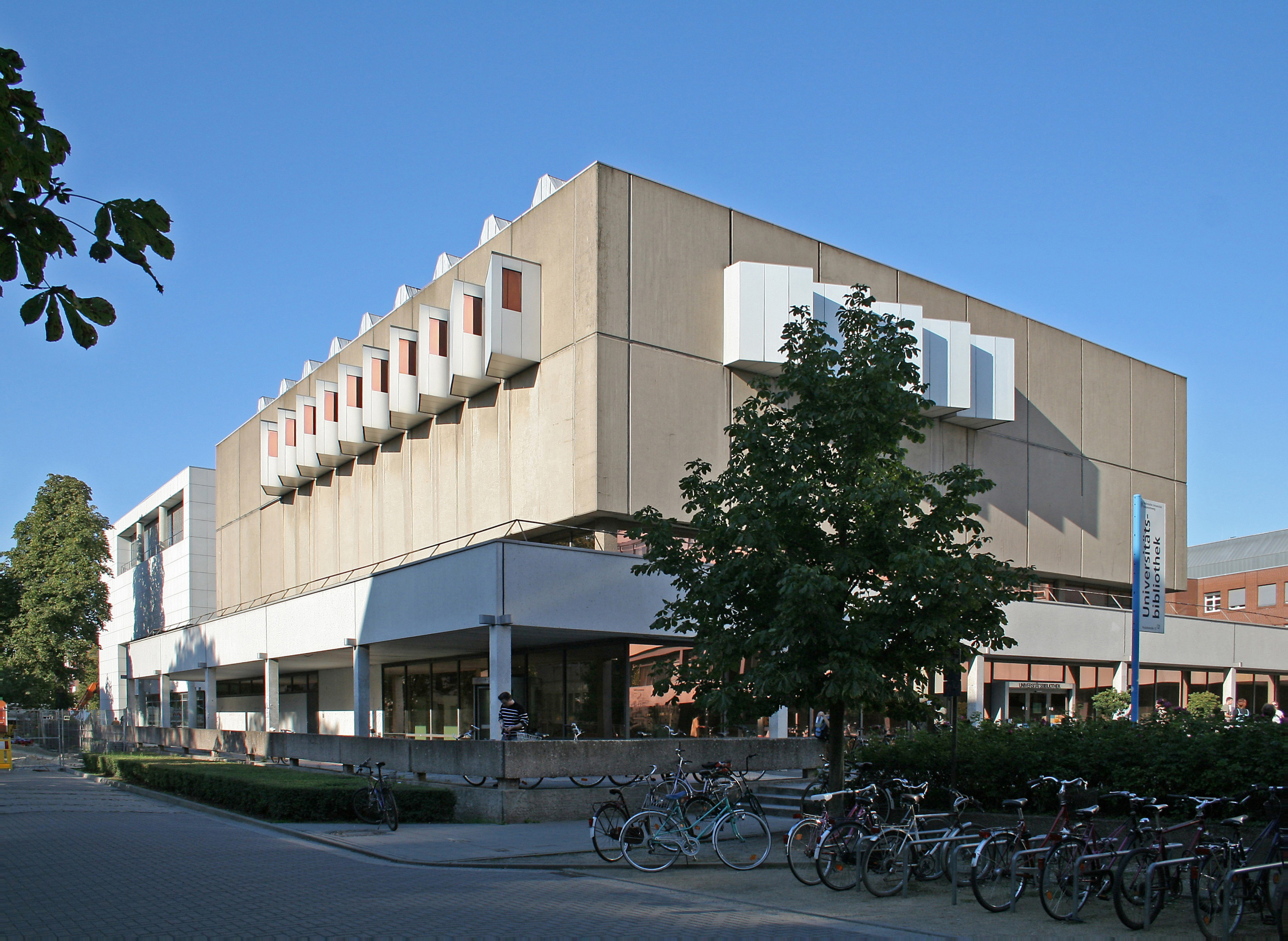
不伦瑞克工业大学图书馆

不伦瑞克最大的图书馆是不伦瑞克工业大学附属的大学图书馆，始建于1748年，原为卡罗琳学院的图书馆，也是德国最古老的工业技术大学图书馆。库存大概有160万册。为了正常运营工作以外，不伦瑞克大学图书馆还运营一个数据库系统，管理德国和中欧最大的药学文献收藏。
2007年6月开始，不伦瑞克市立图书馆安置在新建的宫殿拱廊的一部分中，现在该图书馆包括了前公共图书馆、音乐图书馆和马格尼街区前市立图书馆的馆藏，重点是人文和社会科学。原市立图书馆始建于1861年，开放于1865年，在新市政厅设有一个藏书量3584册的图书馆分馆。几十年来，市立图书馆库藏不断增加，目前拥有40万本书，1366份中世纪手稿，2500份1850年之前的城市地图等。目前可以开放借阅大约17万书籍或其他媒体。
市立图书馆设立了一个威廉·拉贝研究中心，而拉贝本人的作品可以在拉贝故居以及不伦瑞克市档案馆找到。

### 剧院
不伦瑞克国家剧院（Staatstheater Braunschweig）拥有四个部分（戏剧、音乐剧、芭蕾舞和儿童以及青年剧院），每年上演大约30场演出，同时也拥有一支A管弦乐团。国家剧院的起源可以追溯到安东·乌尔里希公爵在1690年创立的歌剧院。这座老歌剧院一直位于哈根市场，直到1864年搬迁到现址。老歌剧院有多场重量级的首演，比如说1829年歌德的作品《浮士德》。目前，原址上面有不伦瑞克当地最小的剧院“KULT”。

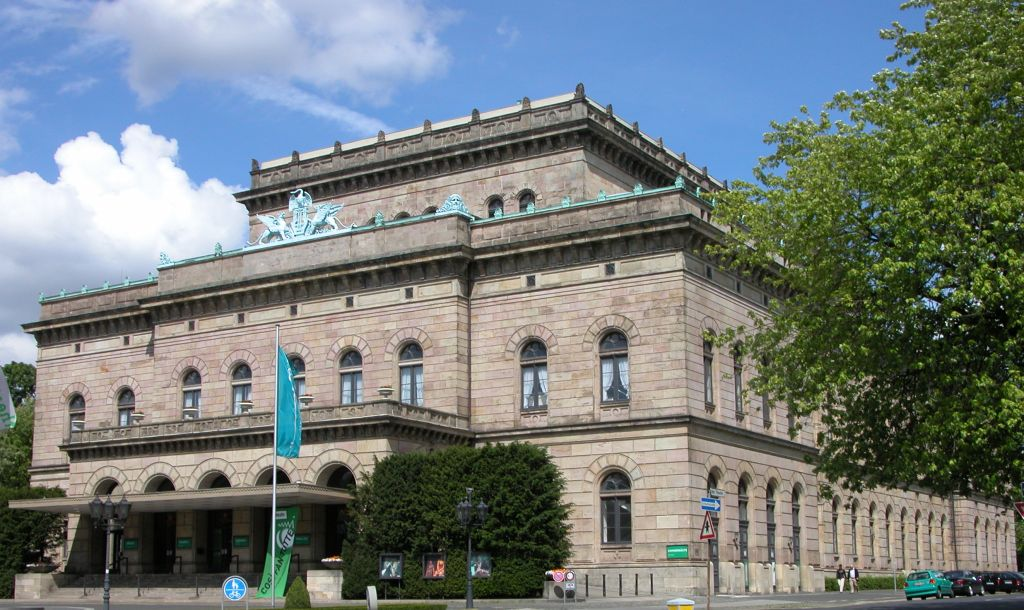
不伦瑞克国家剧院

不伦瑞克第二古老的剧院是成立于1925年的下德意志剧院（Niederdeutsche Theater）。另外当地还有一些木偶剧院、老城市场喜剧场、LOT剧院等等。

### 体育

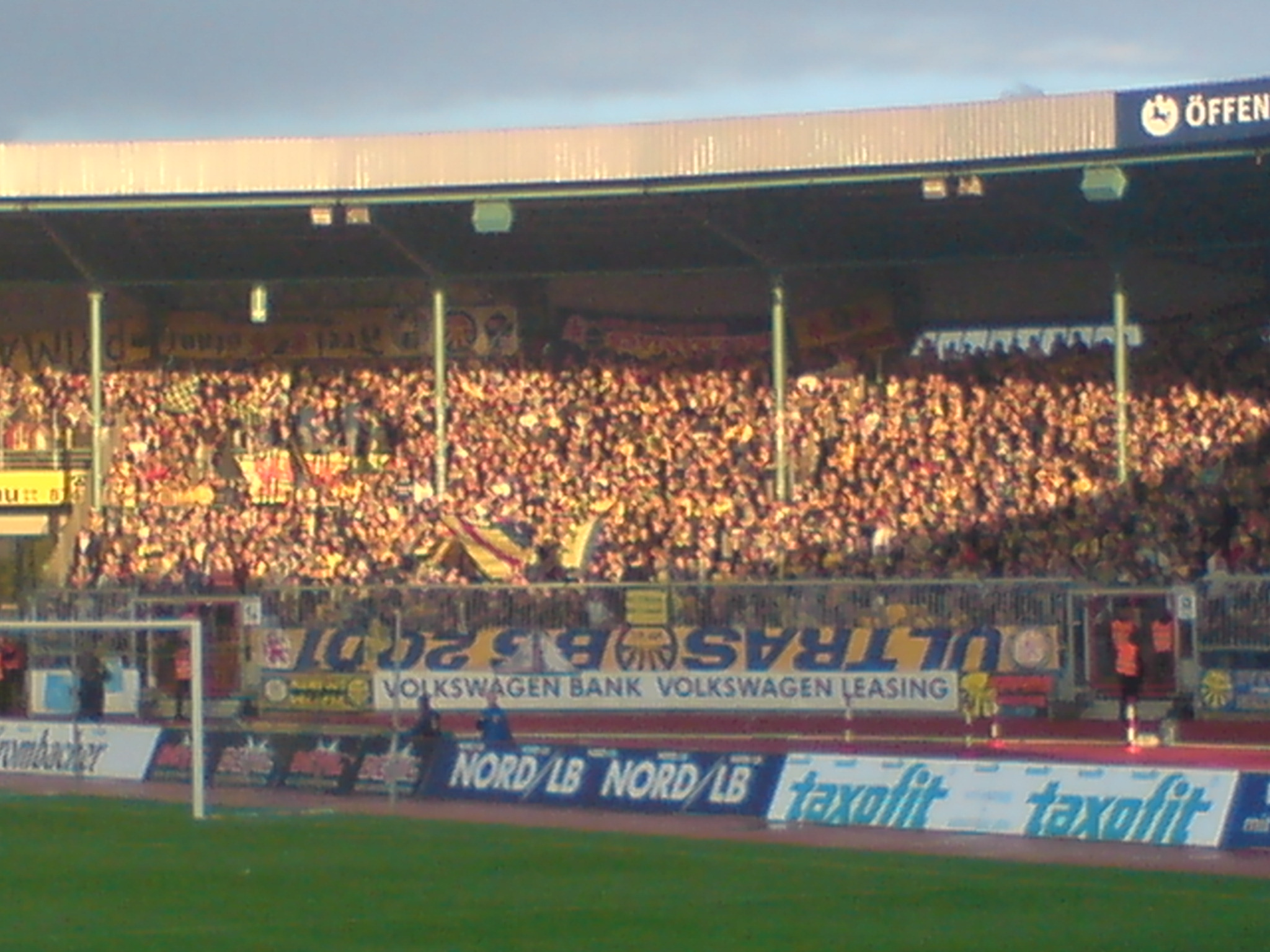
和睦不伦瑞克主场看台

不伦瑞克最受欢迎的运动是足球，其中最著名的球队是和睦不伦瑞克（Eintracht Braunschweig）。和睦是1963年德国足球甲级联赛的创始成员，并在1967年拿下了联赛冠军。之后在1985年，该队从德甲联赛降级，之后一直在德乙或者德丙联赛徘徊。2011年，他们重新杀回德乙联赛。2013-2014赛季，和睦重新进入德甲联赛，但在该赛季就降级了。之后不伦瑞克再次在德乙和德丙之间徘徊，并在2020-21赛季之后降回到德丙联赛。
除了足球运动以外，不伦瑞克纽约狮（Braunschweig New Yorker Lions）是德国一家非常成功的美式足球俱乐部。从1997年到2008年，纽约狮创纪录连续参加了十二届德国碗的决赛（其中7次夺冠），目前他们总共拿到12次德国碗冠军。另外纽约狮还拿下过4次欧洲碗的冠军。
篮球方面，不伦瑞克狮子（Basketball Löwen Braunschweig）参加德国篮球甲级联赛。
网球方面，不伦瑞克市民公园从1994年6月开始举办的斯帕卡森公开赛（Sparkassen Open）是一项专门面向年轻有抱负的世界网球运动员的年度ATP挑战锦标赛。这项比赛是下萨克森州最大的职业网球锦标赛，也认为是世界排名前三的挑战锦标赛。
田径方面，从1997年，每年都会在6月的某个星期五举办不伦瑞克夜跑比赛（Braunschweiger Nachtlauf），这项比赛的场地直接穿越市中心，拥有13000多名参与者和40000名观众，是不伦瑞克夏季的一个重要体育节日。同时不伦瑞克夜跑也是下萨克森州内第二大的跑步赛事，以及德国境内的十大跑步赛事之一。不伦瑞克-沃尔芬比特尔马拉松是另外一项跑步赛事，提供经典马拉松、半程马拉松、10公里、5公里以及2.5公里等各种路线，比赛场地位于不伦瑞克和沃尔芬比特尔之间的丘陵路线上。每年马拉松的比赛时间是在10月份。

### 节庆活动

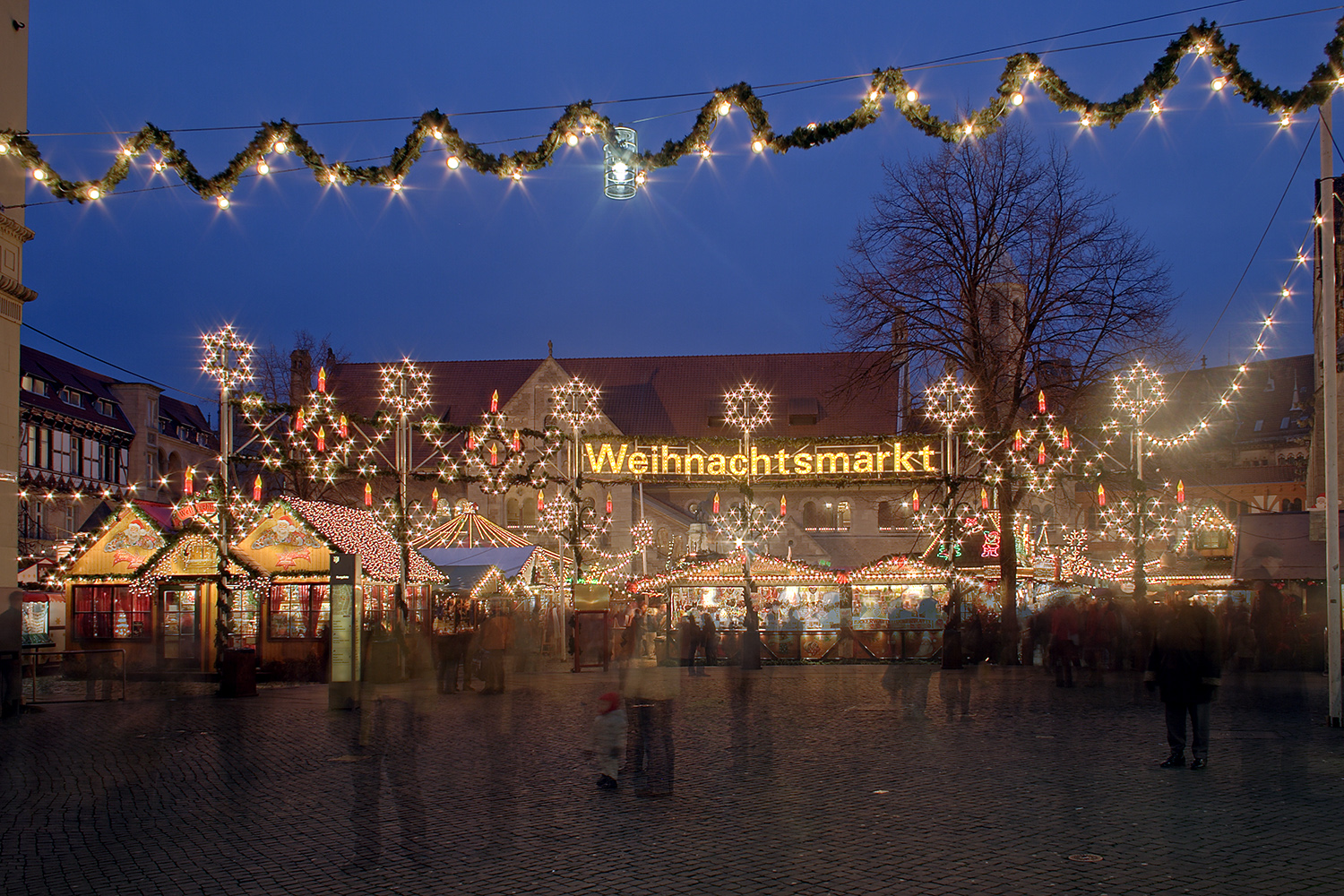
不伦瑞克圣诞市场

不伦瑞克拥有三个非常重要的节庆活动。
不伦瑞克圣诞市场拥有300多年的传统，享誉全国。圣诞市场主要围绕城堡广场、丹克瓦德罗德城堡以及不伦瑞克大教堂展开。这个圣诞市场多次被评为德国北部最美的圣诞市场。
不伦瑞克狂欢节，俗称“Schoduvel”，时间是在玫瑰星期一之前的星期日，游行距离超过6公里，是德国北部最大的游行，也是德国第四大狂欢节游行，仅次于科隆、美因茨和杜塞尔多夫。Schoduvel每年能吸引25万名游客，最多能达到30万名游客。其中Schoduvel是低地德语词，描述了一种古老的通过噪音、伪装或者受惊的行为来驱逐寒冷、死亡和危险的恶灵。作为一种古老的中世纪形式的狂欢节，最早在1293年就被文献提及。
不伦瑞克国际电影节是下萨克森州最大的电影节，从1987年举办至今。从2014年以来，该电影节一直以“流派电影”为重点考察对象，并且每年会举办“自我电影节（Selbstfilmfest）”这样的节目。也就是在特殊条件下，可以有多达50个团队在24小时内拍摄出一部短片，最长也只有5分钟，一台摄影机就能完成，无需剪辑。另外不伦瑞克国家剧院每年都会为年轻导演组织“快速前进（Fast Forward）”欧洲电影节。

### 饮食
早在中世纪，不伦瑞克香肠就出现在文献记载中，最有名的就是以城市命名的“不伦瑞克香肠”，具有国际知名度。这种香肠质地柔软，可以选择是否添加大蒜。不伦瑞克在美国也有售卖，但在那里的香肠比不伦瑞克当地的更细一些。
不伦瑞克曾经非常重视啤酒生产，最多的时候哟300多家啤酒厂，不过如今只剩下4家了。分别是Hofbrauhaus Wolters、 Brauerei Braunschweig以及Schadt私人啤酒厂和Mumme啤酒厂。Mumme的历史最为悠久，起源于1390年之前，至今仍被广泛饮用。在2008年，Mumme以黑啤酒的形式重新装瓶。
Ulen un Apen是不伦瑞克经典糕点的名字，造型是猫头鹰和黑长尾猴。起源可以追溯到一个叫Till Eulenspiegel的民间传说人物，他来自不伦瑞克东部的小村庄克奈特林根，喜欢说很粗鲁和很有趣的笑话。Ulen un Apen糕点主要是由面团制成的，并且在该市的一些面包房有售。
不伦瑞克冬季菜肴是羽衣甘蓝，在当地有时候被称为“棕色卷心菜（Braunkohl）”，但实际上现在种植的羽衣甘蓝并非是棕色的（Grünkohl字面意思是“绿色卷心菜”）。原因是确实存在一种古老但几乎不再种植的“棕色卷心菜”，这种菜品跟现在的羽衣甘蓝在叶脉造型上存在一定差别，而且现在已经很难找到其踪迹。1986年以来，古老的棕色卷心菜在迪斯多夫的露天博物馆菜园中重新复活，并且在口味上面被认为超过了现在的羽衣甘蓝。

## 当地出身的名人
- 卡尔·费里德里希·高斯——数学王子
- 理查德·戴德金——高斯的徒弟，数学家
- 赫尔曼·博特——编年史学家
- 恩斯特·奥古斯特·克林格曼（英语：Ernst August Friedrich Klingemann）——作家
- 里卡尔达·胡赫（英语：Ricarda Huch）——作家
- 古斯塔夫·克努特（英语：Gustav Knuth）——演员
- 君特尔·高斯（英语：Günter Gaus）——政治家
- 威廉·布拉克（德语：Wilhelm Bracke）——政治家，德意志社会民主工党创始人之一
- 阿尔弗雷德·库贝尔（英语：Alfred Kubel）——政治家，下萨克森州总理
- 路易斯·施波尔——小提琴演奏家
- 威廉明娜·莱哈尔特——热气球女驾驶员
- 卡尔·特奥多尔·奥特梅尔（英语：Carl Theodor Ottmer）——建筑师，不伦瑞克宫的设计者

### 企业家和实业家
- 路德维希·奥托·布莱布特罗伊（德语：Ludwig Otto Bleibtreu）
- 约翰·海因里希·格拉芬霍斯特（德语：Johann Heinrich Gravenhorst）和克里斯托弗·尤里乌斯·格拉芬霍斯特（德语：Christoph Julius Gravenhorst）兄弟
- 菲利普·威廉·道伯特（德语：Philipp Wilhelm Daubert）
- 古斯塔夫·施马尔巴赫（德语：Gustav Schmalbach）

### 当代名人

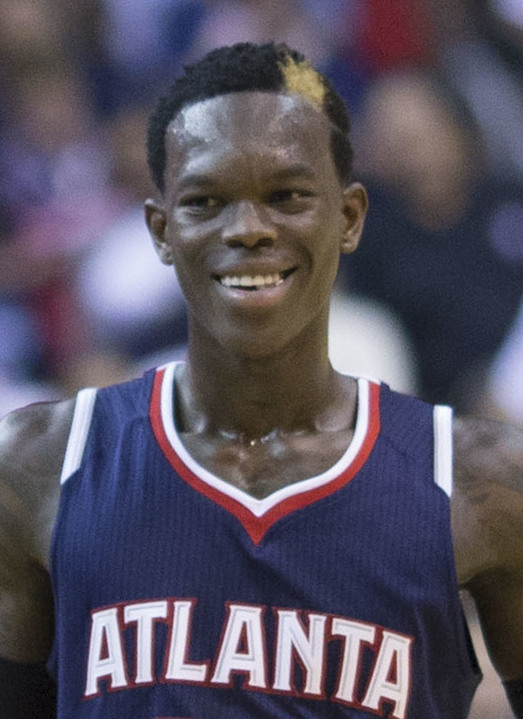
施罗德

- 耶特·约普（德语：Jette Joop）——时装设计师
- MC Rene（英语：MC Rene）——喜剧演员
- 阿克萨尔·博瑟（英语：Bosse (musician)）——音乐家
- 比比安娜·贝格劳——女演员
- 丹尼斯·施罗德——篮球运动员
- 弗洛里安·迈尔——足球裁判
- 奥利弗·布鲁默（英语：Oliver Blume）——保时捷CEO
- 埃里克·朗格（Gronkh）——Youtuber

## 友好城市
截至2021年9月，不伦瑞克共与九座城市结为友好城市关系：
- 印度尼西亞 万隆（1960年）
- 法國 尼姆（1962年）
- 英国 巴斯（1971年）
- 突尼西亞 苏塞（1980年）
- 以色列 提夫翁村（英语：Kiryat Tiv'on）（1986年）
- 德国 马格德堡（1987年）
- 俄羅斯 喀山（1988年）
- 美国 奥马哈（1992年）
- 中国 珠海（2011年）